# Metro v Praze
Metro v Praze tvoří základ sítě pražské městské hromadné dopravy, jde o tzv. těžké metro sovětského typu. Jedná se o jedinou síť podzemní dráhy v Česku a zároveň jedinou dráhu, jež podle českého zákona o dráhách spadá mezi speciální dráhy, které jsou podkategorií železniční dráhy. Provozovatelem dráhy i drážní dopravy na ní je Dopravní podnik hl. m. Prahy. První úsek pražského metra byl otevřen 9. května 1974 (úsek Florenc (původně Sokolovská) – Kačerov trasy C). Dosud poslední úsek byl otevřen 6. dubna 2015; šlo o prodloužení trasy A v úseku Dejvická – Nemocnice Motol. V roce 2022 přepravilo pražské metro přes 338 milionů cestujících, v průměru 926 tisíc denně.
Metro má v současné době tři tratě, na kterých jsou v provozu tři linky značené písmeny a barvami: A (zelená), B (žlutá) a C (červená). Linka D, která má mít modrou barvu, se začala stavět v roce 2022. Dohromady měří jeho síť 65,4 km. Soupravy metra zastavují celkem v 61 stanicích, z nichž tři stanice jsou přestupní (Muzeum, Můstek a Florenc). Tratě jsou na čtyřech místech vedeny pod řekou Vltavou. Linka C vede nad zemí v tubusu Nuselského mostu a u stanice Kačerov na přemostění železniční trati Praha – Vrané nad Vltavou, linka A vede po otevřeném povrchu v areálu depa Hostivař, stejně tak i linka B vede nad zemí, a to mezi stanicemi Rajská zahrada a Černý Most a mezi stanicemi Hůrka a Lužiny, kde je vedena v tubusu nad povrchem země.

## Konstrukce
Pražské metro je tzv. těžké metro sovětského typu, budované se snahou o dosažení co nejvyšší přepravní kapacity v porovnání s lehčími systémy, jako je například lehké metro, podpovrchová tramvaj aj. I o realizaci takovýchto druhů metra se v souvislosti s Prahou hovořilo. Většina úseků podzemní dráhy je vedena pod povrchem, pouze některé úseky na okraji sítě jsou povrchové či nadzemní. Jednotlivé linky metra se nekříží přímo, ale v různých úrovních; vlaky mezi nimi mohou přejíždět pomocí manipulačních spojek, cestující přecházejí přestupními chodbami.
Typologicky patří síť metra k převážně radiálnímu typu (linky vedoucí ve směru centrum–periferie).
Pod centrem města jsou jednosměrné tunely podzemní dráhy většinou ražené a stanice trojlodní, založené hluboko pod zemí (cca 30–40 m), tzv. pražského typu. S povrchem je spojují šikmo vyražené eskalátorové tunely. Naopak v úsecích na sídlištích a na okrajích města jsou tratě metra umístěny mělčeji pod zemí a hloubené; tomu rovněž odpovídá i ráz stanic (založené ve stavební jámě, cca 5–20 m hluboko). Nová sídliště byla již stavěna s dostatečným prostorem pro případné budování staveb velkých rozměrů. Svoji úlohu sehrálo také konstruování metra jako krytu civilního obyvatelstva pro případný vojenský útok na Prahu; tunely i stanice se staly součástí tzv. ochranného systému metra.
Ze čtyř úseků vedoucích pod Vltavou jsou tři ražené a jeden hloubený. Právě tyto části celého systému bylo nejnáročnější vybudovat; nezbytností se stalo jednak zpevňování nadloží, jednak využití nejmodernějších dosud neotestovaných technologií (například u hloubeného podchodu linky C pod řekou u Troji).

## Význam v pražské dopravě
Pražské metro přepraví přes 1,6 milionů cestujících denně. Jeho radiální systém tří linek zajišťuje dopravu do hlavních sídlišť velkoměsta (Jižní Město, Jihozápadní město a další) a historického centra. Navazuje na něj systém tramvají i autobusů; obě sítě byly v minulosti postupně upravovány tak, aby se staly tzv. „napaječi“ metra. Proto lze sledovat největší obraty cestujících hlavně v těch stanicích, kde je možný přestup na povrchovou dopravu. Nejvíce zatíženými stanicemi byly v roce 2009 I. P. Pavlova (obrat 118 647 cestujících denně), Dejvická (117 726) a Anděl (101 451). Nejzatíženějšími úseky jsou I. P. Pavlova – Vyšehrad (291 689 cestujících denně), Vyšehrad – Pražského povstání (280 916) a I. P. Pavlova – Muzeum (268 078), všechny na lince C. Vzhledem k vysoké vytíženosti bývá vypravováno v ranní špičce 445 vozů, v sedle 254 a o víkendech 165. V dopravních špičkách byly krátké intervaly (180 sekund) již od zahájení provozu v roce 1974 (trojvozové soupravy vozů Ečs, od srpna 1975 čtyřvozové, od února 1979 v plné délce pěti vozů), moderní zabezpečovací zařízení instalované od 80. let 20. století umožnilo další zkrácení intervalů. Dnes je časový interval mezi odjezdy souprav ve špičce pracovního dne cca 2–3 minuty, mimo špičku 4–10 minut.
| Rok  | Přepraveno  |
| ---- | ----------- |
|      |             |
|      |             |
|      |             |
|      |             |
| 1974 | 38 904 000  |
| 1975 | 63 989 000  |
| 1976 | 95 547 000  |
| 1977 | 102 832 000 |
| 1978 | 144 082 000 |
| 1979 | 206 961 000 |

| Rok  | Přepraveno  |
| ---- | ----------- |
| 1980 | 216 926 000 |
| 1981 | 254 785 000 |
| 1982 | 259 650 000 |
| 1983 | 269 902 000 |
| 1984 | 272 888 000 |
| 1985 | 335 151 000 |
| 1986 | 410 961 000 |
| 1987 | 431 418 000 |
| 1988 | 446 088 000 |
| 1989 | 459 362 000 |

| Rok  | Přepraveno  |
| ---- | ----------- |
| 1990 | 472 002 000 |
| 1991 | 556 503 000 |
| 1992 | 629 162 000 |
| 1993 | 554 868 000 |
| 1994 | 531 401 000 |
| 1995 | 413 442 000 |
| 1996 | 406 127 000 |
| 1997 | 407 010 000 |
| 1998 | 408 297 000 |
| 1999 | 428 076 000 |

| Rok  | Přepraveno  |        |
| ---- | ----------- | ------ |
| 2000 | 423 187 000 |        |
| 2001 | 442 448 000 |        |
| 2002 | 416 000     |        |
| 2003 | 459 000     |        |
| 2004 | 496 013 000 |        |
| 2005 | 515 098 000 |        |
| 2006 | 531 239 000 | [ 15 ] |
| 2007 | 537 266 000 | [ 16 ] |
| 2008 | 596 893 000 | [ 17 ] |
| 2009 | 584 880 000 | [ 11 ] |

| Rok  | Přepraveno  |                    |
| ---- | ----------- | ------------------ |
| 2010 | 578 515 000 | [ 18 ]             |
| 2011 | 530 493 000 | [ 19 ]             |
| 2012 | 589 165 000 | [ 9 ]              |
| 2013 | 583 867 000 | [ 20 ]             |
| 2014 | 450 136 200 | [ pozn. 1 ] [ 21 ] |
| 2015 | 456 820 000 | [ 22 ]             |
| 2016 | 461 160 000 | [ 23 ]             |
| 2017 | 435 586 000 | [ 24 ]             |
| 2018 | 430 919 000 | [ pozn. 2 ] [ 25 ] |
| 2019 | 440 489 000 | [ 26 ]             |

| Rok  | Přepraveno  |        |
| ---- | ----------- | ------ |
| 2020 | 251 423 000 | [ 27 ] |
| 2021 | 237 946 000 | [ 28 ] |
| 2022 | 338 136 000 | [ 3 ]  |
| 2023 | 361 048 000 | [ 29 ] |

V roce 2012 byl podíl metra na přepravě všech cestujících v pražské MHD 45,65 %, což vcelku odpovídá původní koncepci MHD, která předpokládala v polovině 80. let 20. století poměry mezi všemi třemi primárními druhy dopravy 1:1:1 a na počátku let 90. pak 40% podíl metra.
Zprovoznění metra umožnilo ukončit provoz starých dvounápravových motorových vozů s vlečnými, i některých tramvajových tratí. To ne vždy vítali cestující s horší pohyblivostí přepravující se na kratší vzdálenost. Jak pro nutnost překonávání výškových rozdílů při vstupu do vestibulu, tak pro omezení celkového počtu stanic, a tudíž nutnost překonávat delší vzdálenosti pěšky. Kvůli prosazované ideji: „Kam jede metro, nepojede tramvaj“, byla např. zrušena i tramvajová trať v úseku Na Veselí – Budějovické náměstí, čímž ovšem došlo také k odříznutí tratě z Budějovického náměstí na Ryšánku od vozovny Pankrác, takže musela být rovněž zrušena, i když několik let předtím prošla rekonstrukcí.
V roce 2016 bylo dokončeno osazení všech vstupů a výstupů do všech stanic metra on-line sčítači, které umožňují mnohem přesnější vyhodnocování počtu cestujících v reálném čase než jednorázové průzkumy, na nichž statistika z velké části závisela v předcházejícím období.

## Historie

Rozšiřování metra v Praze (animace)

### Návrhy a plány

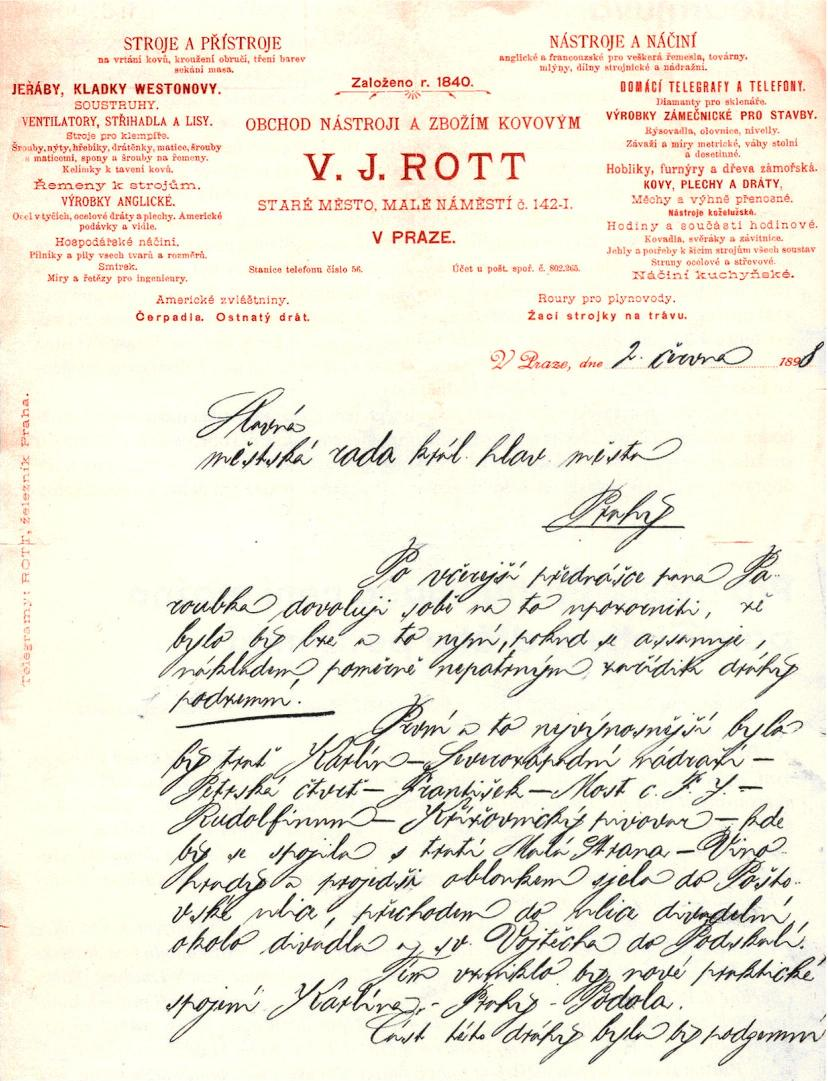
Návrh Ladislava Rotta Městské radě královského hlavního města Prahy

Patrně prvním návrhem na výstavbu podzemní dráhy v Praze byla iniciativa pražského obchodníka Ladislava Rotta z roku 1898. Navrhoval městské radě využít prací na kanalizaci a asanaci Starého města a zároveň s nimi zahájit stavby tunelů na první případné lince podzemní dráhy ve směru Karlín – Praha – Podolí, která by se u Křižovnického pivovaru spojila s druhou linkou Malá Strana – Vinohrady. U pražské radnice však se svými návrhy neuspěl.
Plány na výstavbu metra či podpovrchové tramvaje v Praze se objevovaly i v předválečném Československu. První návrh na výstavbu čtyř podzemních tratí předložili roku 1926 Ing. Vladimír List a Bohumil Belada pod názvem „Podzemní rychlá dráha pro Prahu“. Další návrhy na výstavbu podzemních tratí byly vypracovány do soutěže vypsané Elektrickými podniky hlavního města Prahy v roce 1931. V roce 1937 byla fakticky zahájena stavba trasy A, ale roku 1941 musela být kvůli válečné situaci ukončena. Po skončení druhé světové války se plánovalo obnovení projekčních prací a výstavby, první úsek měl být otevřen roku 1950. Potom ale přišel příkaz vlády, který práce zmrazil s odůvodněním, že na projekt není země hospodářsky dost silná. Výhledový plán na rozvoj metropole do roku 1960 z června 1949 již s podzemní dráhou nepočítal.

### Zlatá éra pražského metra
Další návrhy přišly až v 60. letech, kdy se začínala doprava v Praze rapidně zhoršovat. Hlavní tepny tramvajové sítě, ulice Na příkopě a Václavské náměstí, byly často přeplněné. Navíc doprava k nově budovanému Jižnímu Městu a přes Nuselské údolí vůbec byla nedostatečná; cesta přes Nusle pro náročné terénní podmínky již nebyla vyhovující. Jako vítězný návrh byla zvolena podpovrchová tramvaj, která měla vést z Hlavního nádraží přes Nuselský most na Pankrác. V roce 1966 se začalo s výstavbou, zanedlouho však bylo na základě průzkumu sovětské komise zjištěno, že systém metra odděleného od tramvaje by byl efektivnější, takže se rozestavěné úseky musely ještě přestavovat.

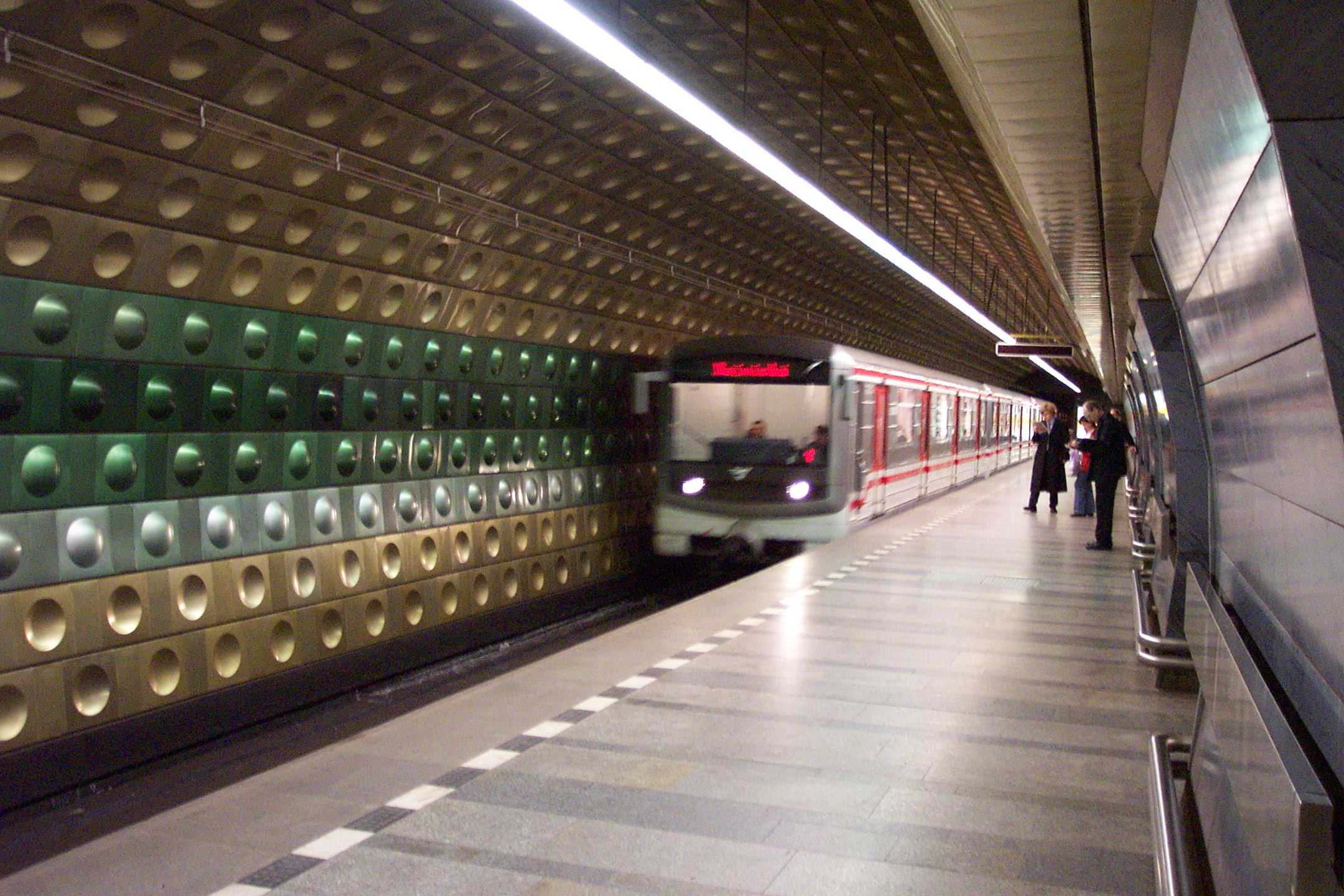
Stanice metra Malostranská z roku 1978 (rekonstruovaná roku 1999)

Za normalizace přišlo politické rozhodnutí (24. března 1971) použít místo vozů domácí výroby sovětské, zastaralé koncepce (vycházející z typu vyvinutého na konci 50. let) a výrazně těžší, což si vynutilo vložení posilujícího roštu do Nuselského mostu, který nebyl na takové zatížení původně navržen. Posilující rošt by si však vyžádalo i použití souprav československých vozů R1, neboť tubus Nuselského mostu byl konstruován pro použití kloubových tramvají s nízkým nápravovým tlakem.
Ačkoliv se počítalo s otevřením již roku 1970, zpoždění způsobená nedostatkem zkušeností prodloužila stavbu až do roku 1974. O rok dříve se také začalo s ražbou linky A z Dejvic na Vinohrady. Slavnostní otevření prvního úseku trasy C dne 9. května 1974 v 9 hodin a 19 minut (datum bylo zvoleno jako připomínka 29. výročí osvobození Prahy Rudou armádou) se stalo politickou manifestací, na níž byl přítomen generální tajemník KSČ Gustáv Husák, který slavnostně přestřihl pásku. Při první jízdě metra byl podáván hostům dezert ve tvaru metra, který pro tuto příležitost navrhl a vyrobil státní podnik Pekárny Michle. Dezert si získal tímto takovou popularitu, že v téměř nepozměněné formě je stále v prodeji.
Dne 12. srpna 1978 byl zprovozněn první úsek linky A, ve stanici Muzeum vznikl první přestupní bod metra. Roku 1977 se začalo se stavbou prvního úseku linky B. Roku 1980 byly linky A a C prodlouženy. Budování prvního úseku linky B Sokolovská (dnešní Florenc) – Smíchovské nádraží trvalo osm let, do provozu byla trasa B dána 2. listopadu 1985. V této době se také dala do pohybu stavba dalších navazujících úseků Dukelská (dnes Nové Butovice) – Smíchovské nádraží, připravovala se stavba Sokolovská–Zápotockého (dnes Českomoravská), stavělo se depo trasy A v Hostivaři a roku 1984 byla trasa C prodloužena pod Vltavou do Holešovic.
Takto rozsáhlá a rychlá výstavba však patrně již byla nad možnosti stagnující ekonomiky ČSSR. Ke konci 80. let se začaly termíny pro oficiální otevření mírně zpožďovat a dokonce byly přesunuty finance určené k výstavbě metra v Bratislavě (výstavba se po roce zastavila) a peníze byly použity k prodloužení trasy B. Po sametové revoluci bylo vzhledem ke změně politické situace jasné, že stanovené tempo není možné udržet – podzemní dráha ztratila svůj politický význam. Zatímco dříve bylo obtížnější trať naplánovat než sehnat finance, nyní byla situace opačná, protože výstavba metra se přestala financovat z federálních peněz a začala se financovat ze zdrojů města.

### Pražské metro po roce 1989

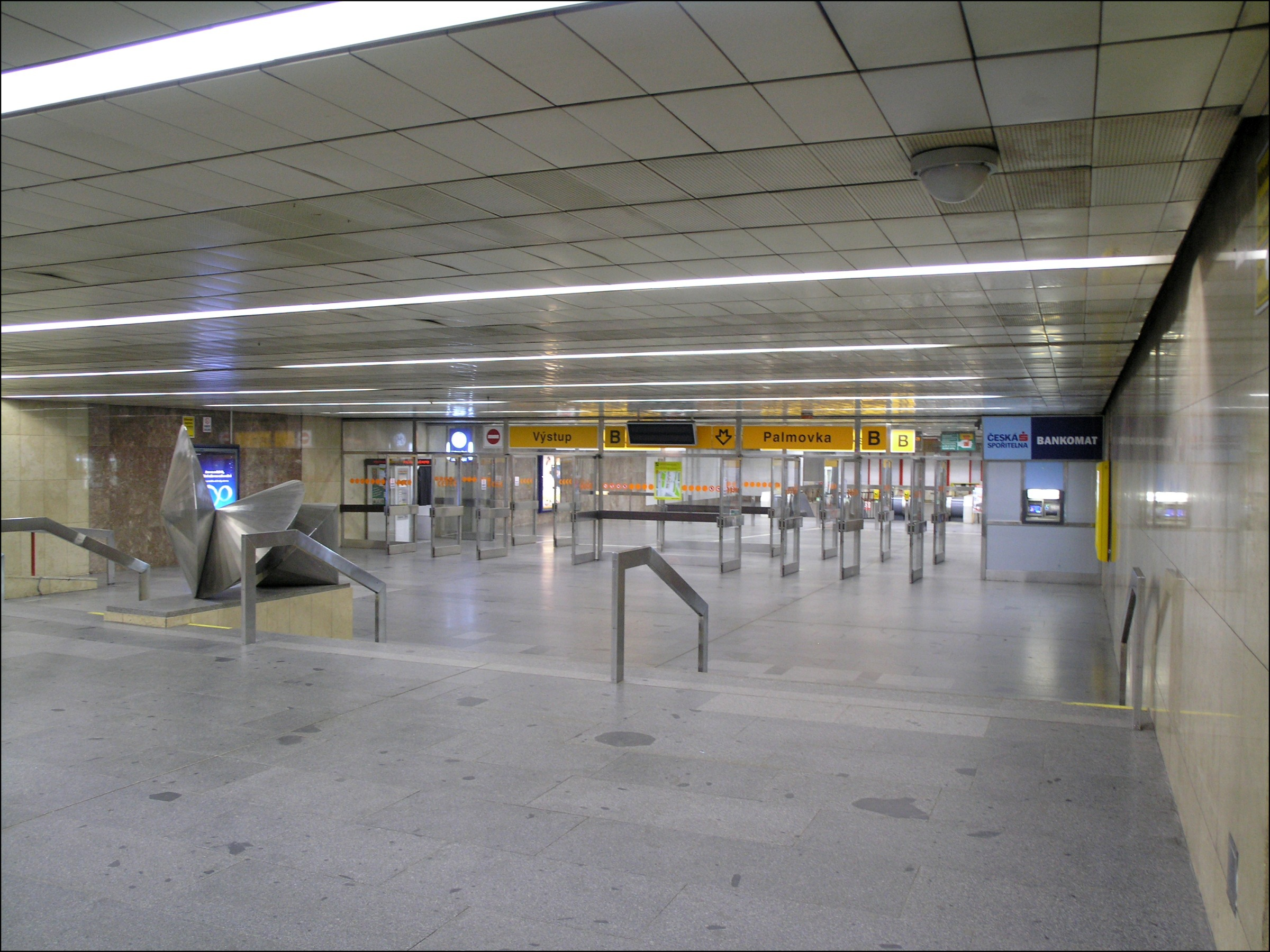
Stanice metra Palmovka byla dokončená roku 1990

Dne 22. února 1990 byla přejmenována většina stanic s ideologickými názvy, většinou v okrajových částech města, na jména odpovídající místním částem, ve kterých se nacházejí. K přejmenování došlo například u stanic Vyšehrad (Gottwaldova), Háje (Kosmonautů), Pankrác (Mládežnická), Chodov (Budovatelů), Opatov (Družby), Nádraží Holešovice (Fučíkova), Roztyly (Primátora Vacka) na trase C. Stanice Florenc (dosud Sokolovská) byla přejmenována zřejmě z toho důvodu, že v blízkosti Sokolovské ulice ležely čtyři nové stanice na trase B. Na trase A byla Leninova přejmenována na Dejvickou. Další stanice byly přejmenovány na trase B: Nové Butovice (Dukelská), Anděl (Moskevská), Jinonice (Švermova). Byly změněny i pracovní názvy stanic na rozestavěném úseku trasy B. Stanice Invalidovna měla původně být Hakenova a Českomoravská se měla jmenovat Zápotockého, případně Antonína Zápotockého.
Dne 22. listopadu téhož roku byl dokončen úsek linky B Florenc – Českomoravská. Rok po dostavbě tohoto úseku se začalo budovat dále směrem na Hloubětín a na druhé straně linky B také na Zličín (otevřen 11. listopadu 1994). Trať Českomoravská – Černý Most byla dokončena až roku 1998, a to bez dvou stanic (Hloubětín a Kolbenova), které byly dokončeny v pozdější době a před jejich dokončením je soupravy projížděly bez zastavení.
V 90. letech započala obměna vozového parku jak rekonstrukcemi sovětských vozů, tak také prostřednictvím nákupu nových souprav. Komplikace a zdražení přinesl krach firmy ČKD Dopravní systémy, která původně měla být jeho hlavním výrobcem. To mimo jiné vedlo k zavedení pásmového provozu na lince B.[zdroj?] Pásmový provoz spočíval v tom, že některé spoje metra nebyly ukončeny až na konečné, ale blíže centru na některé bývalé konečné. Místo až na Zličín tak některé soupravy jezdily jen na Smíchovské nádraží nebo do Nových Butovic. Na druhém konci města končily na Českomoravské místo až na Černém Mostě. Pásmový provoz byl zrušen se změnami jízdních řádů v únoru 2008.

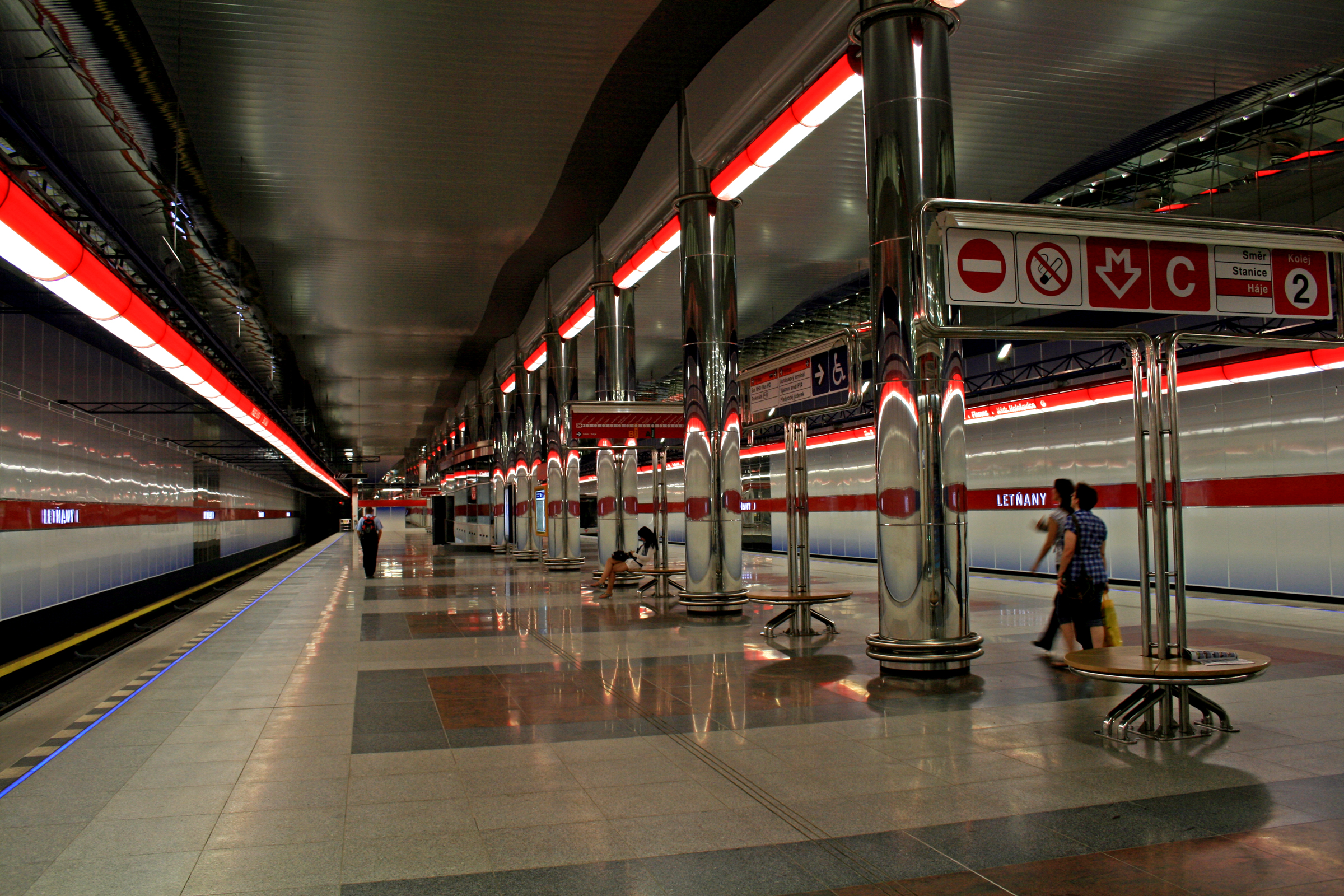
Stanice metra Letňany otevřená v květnu 2008

V srpnu 2002 došlo k zaplavení metra povodní na Vltavě. Systém protipovodňové ochrany v metru nebyl vhodným způsobem udržován a selhal, na některých novějších úsecích zcela chyběl. Až do března 2003 byly některé úseky metra mimo provoz, což způsobovalo časté dopravní kolapsy. S obnovou metra, jejíž finanční náklady přesáhly 6,96 miliard korun, pomohly jak státní, tak i zahraniční zdroje. Byl zrenovován i ochranný systém metra, aby se podobným událostem předešlo.
Další prodloužení sítě přišlo v červnu 2004, kdy linka C podruhé překročila Vltavu a dorazila do Severního Města (stanice Kobylisy a Ládví). Tento úsek byl polovinou zamýšlené tratě, která končí v Letňanech.
V květnu 2006 byla otevřena stanice Depo Hostivař na lince A. Vznikla přestavbou části stejnojmenného depa metra. Byly k ní přesunuty konečné zastávky mnoha (šesti) městských a příměstských autobusových linek, které dříve končily u stanice Skalka. Nevýhodou stanice je, že do ní ve špičkách dojíždí jen každý druhý vlak, což snižuje její efektivitu.
Dne 8. května 2008 byl slavnostně otevřen navazující úsek z Ládví do Letňan se třemi novými stanicemi – Střížkovem, Prosekem a Letňany, kde vyrostl autobusový terminál odbavující městské a příměstské linky a záchytné parkoviště P+R. Po osmi letech tak byl dokončen úsek IV.C (výstavba byla rozdělena na 2 fáze: C1 Nádraží Holešovice – Ládví a C2 Ládví – Letňany), který obsloužil severní část města.
K otevření přebudovaného západního vestibulu stanice metra Stodůlky došlo 10. září 2010.
Prodloužení metra A na jeho západním konci bylo otevřeno 6. dubna 2015. Od původní konečné stanice Dejvická se linka prodloužila o další 4 stanice: Bořislavka, Nádraží Veleslavín, Petřiny a Nemocnice Motol.

## Architektura

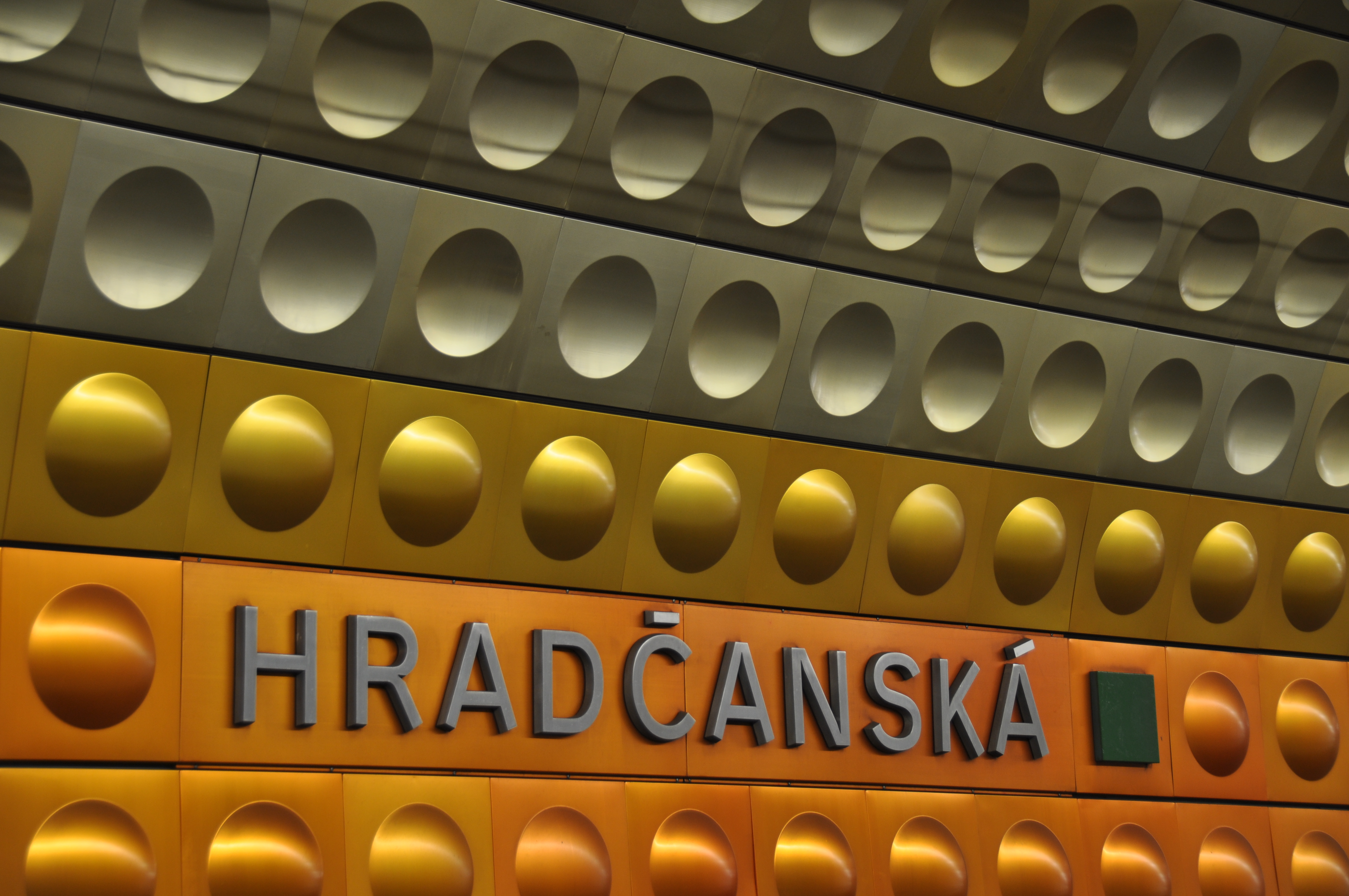
Typické obklady z eloxovaných plechů na lince A (Hradčanská)

Architektura metra byla původně řešena tak, aby splňovala dva základní funkční požadavky. Jedná se o účelné vyřešení dopravní situace ve velkoměstě a vylepšení životního prostředí v Praze s důrazem na estetiku úpravy jednotlivých stanic a vestibulů. Koncepce esteticky vyváženého prostředí přišla hlavně z moskevského metra, které je vyhlášené svou honosnou úpravou, zejména starších staničních interiérů. Jednotlivé stanice pražského metra však řešili čeští architekti. Výjimkou bylo architektonické řešení stanice Moskevská, které bylo na základě reciproční dohody svěřeno architektům sovětským.
Celková kompozice stanic metra byla v centru města řešena zabudováním výstupů metra do historických budov. Dále od centra se pak objevují zastřešené samostatné výstupy, a to hlavně na trase C. Tam, kde bylo převýšení více než 6 m, byly ke klasickým schodům přidány i schody pohyblivé (tzv. eskalátory). Na vstupy do stanic dále navazují vestibuly, umožňující i drobný obchod. Od počátku byl kladen důraz na to, aby vestibuly byly esteticky vyvážené. Plní totiž nejenom funkci přístupovou, ale v řadě případů se uplatňují i jako podchody (Muzeum, Hradčanská, Florenc). V poslední době je však tato představa esteticky vyváženého prostředí značně narušena rozdělením na část neplacenou s veřejnými záchody, obchody, trafikami a část placenou.[zdroj?] Původní obklady z kamenných desek (centrum Prahy tras C a A) ničí graffiti nebo jsou polepovány reklamou. Po povodních v roce 2002 došlo též ke změně v charakteru osvětlení a stropních krytů a byl obměněn systém grafických navigačních značek.
Trasa A má hlavně ražené tunely a stanice (charakteristické třemi tubusy oddělenými pilířovými sloupy) nebo hloubené (charakteristické zastřešeným nástupištěm bez opor nebo s oporami). Sestupy na nástupiště jsou na trase C po schodech, eskalátory (I. P. Pavlova) nebo kombinací (Nádraží Holešovice), postupně jsou doplňovány i výtahy. Nástupiště bývají ostrovní (protisměrné koleje jsou z vnější strany nástupiště a z vozu metra se vystupuje vlevo ve směru jízdy), výjimečně boční (protisměrné koleje jsou uloženy vedle sebe a z vozu metra se vystupuje vpravo ve směru jízdy – Vyšehrad, Hlavní nádraží, Střížkov, Prosek, Černý Most, Nemocnice Motol), přičemž speciálním případem tohoto bočního uspořádání je stanice Rajská zahrada (protisměrné koleje jsou uloženy nad sebou, vozy směřující do centra tak jezdí nad vlaky jedoucí opačným směrem; z vozu metra směrem do centra se tak vystupuje vlevo a směrem na Černý Most vpravo ve směru jízdy). Obklady stěn jsou ve stanicích v centru osazeny mohutnými leštěnými deskami z kamene (Florenc, Muzeum, I. P. Pavlova, Budějovická), v dalších etapách se postupně přikročilo ke glazovaným tvárnicím, v poslední době se uplatňují jiné moderní materiály (Kobylisy). Hlavním architektem první etapy trasy C byl Jaroslav Otruba, celkem se na trase C podílelo více než 50 architektů a ateliérů.

## Síť tratí a linkové vedení

Tratě a depa pražského metra od roku 2015 (vyznačeny modře)

| Schéma pražského metra                                                      |                     |                     |
| Pražské metro má tři linky, označené písmeny a barvami:                     |                     |                     |
| linka A                                                                     | 17 stanic           | 17,1 km dlouhá      |
| linka B                                                                     | 24 stanic           | 25,7 km dlouhá      |
| linka C                                                                     | 20 stanic           | 22,4 km dlouhá      |
| Trasy metra ve výstavbě                                                     |                     |                     |
| linka D                                                                     | 10 stanic           | 10,5 km dlouhá      |
| V oficiálně zveřejňovaných koncepcích se objevují jedna až dvě další linky: |                     |                     |
| linka E                                                                     | výhled do roku 2050 | výhled do roku 2050 |
| linka F                                                                     | výhled do roku 2075 | výhled do roku 2075 |

Každá linka má svou vlastní trať, v žádném úseku není vedeno více linek. Přestup mezi nimi je možný ve třech stanicích: Muzeum, Florenc a Můstek, které tvoří vrcholy „přestupního trojúhelníku“ pod centrem města. Soupravy mohou přejíždět mezi všemi linkami – to se používalo hlavně v časech, kdy některé linky neměly vlastní depo. Celkem existují tři spojky; mezi linkami A a C jsou dvě jednokolejné spojky, mezi linkami B a C je pouze jedna jednokolejná, využívaná obousměrně. Z linky A na linku B není možný přímý přejezd.

### Linka A
Linka A vede z Motola do Hostivaře, je označena zelenou barvou. Na trati se nachází 17 stanic, celková délka je 17 km, vlak ji běžnou rychlostí projede za 30 minut.

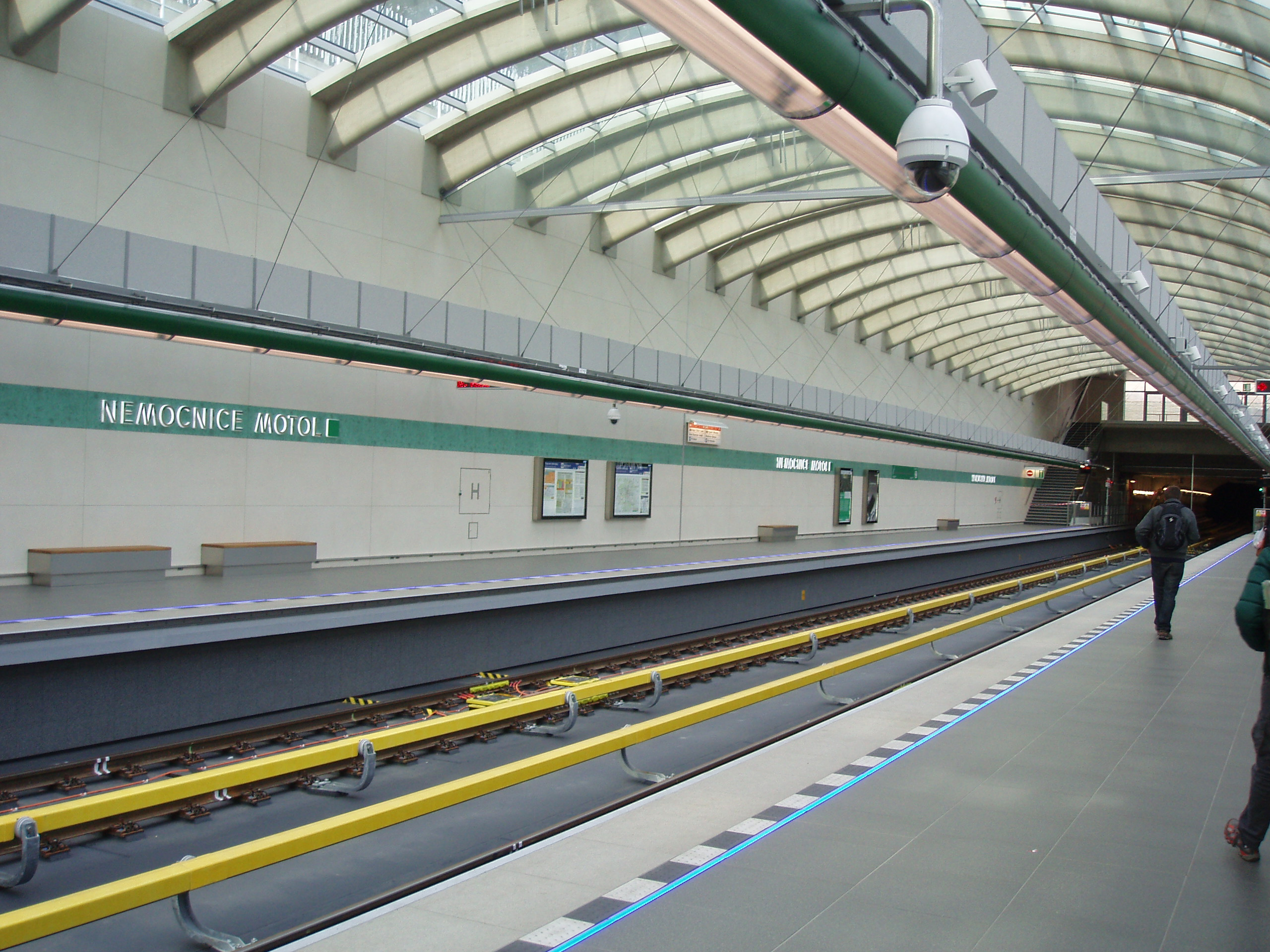
Trasa A – nová stanice metra v Motole

Výstavba první části trasy byla zahájena v roce 1973, otevřena byla 12. srpna 1978. Tento úsek (I.A) vedl mezi stanicemi Leninova (dnes Dejvická) a Náměstí Míru, byl dlouhý 4,7 km a měl 7 stanic. V roce 1976 byla zahájena výstavba úseku II.A, který byl otevřen 19. prosince 1980, byl dlouhý 2,6 km a patřily k němu stanice Jiřího z Poděbrad, Flora a Želivského. Dne 11. července 1987 byl otevřen úsek III.A/1, který trasu prodloužil o 1,3 km do stanice Strašnická, 4. července 1990 pak úsek III.A/2 přidal dalších 1,4 km a stanici Skalka. 26. května 2006 byla trasa ještě prodloužena na severovýchod o stanici Depo Hostivař s využitím existující spojky do depa vedené částečně po povrchu.
Přepravní kapacita trasy A přepočtená na 1 hodinu činí ve špičce cca 20 320 osob a v sedle, tzn. v době snížených přepravních nároků, cca 10 500 osob.
Od 6. dubna 2015 je linka A prodloužena 6 km úsekem V.A ze stanice Dejvická přes stanice Bořislavka, Nádraží Veleslavín, Petřiny do stanice Nemocnice Motol. Výstavba byla zahájena v dubnu 2010.

### Linka B

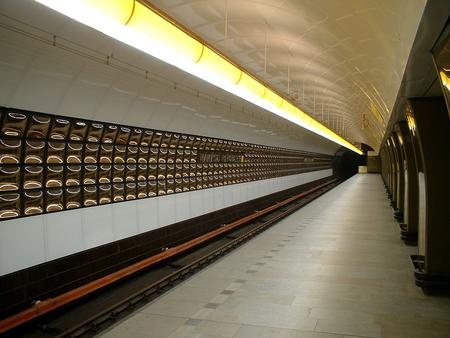
Stanice metra Náměstí Republiky

Linka B vede zhruba ve směru jihozápad–severovýchod, je označována žlutou barvou. Má 24 stanic, celková délka činí 25,7 km, vlak ji projede za 42 minut.
Výstavba prvního úseku I.B byla zahájena v roce 1979, otevřen byl 2. listopadu 1985. Má sedm stanic od Smíchovského nádraží po Florenc (v době otevření zvanou Sokolovská) a délku 4,9 km.
Úsek III.B o délce 4,9 km se třemi novými stanicemi mezi Smíchovským nádražím a Novými Butovicemi (dříve Dukelskou) byl otevřen 26. října 1988 jako druhý v pořadí. Nachází se na něm 3 stanice – Radlická, Jinonice (dříve Švermova) a Nové Butovice. První dvě stanice se poměrně málo využívají, Radlická je druhá nejméně využívaná v celé síti pražského metra. Na konci 80. let bylo totiž navrženo v blízkosti stanice nové sídliště, jehož výstavba se však neuskutečnila vzhledem ke společenským změnám. Stavba tratě stála mimo zájem veřejnosti, protože neprocházela hustě obydlenou oblastí.
Dne 22. listopadu 1990 byl otevřen úsek II.B, který k trase přidal 4,4 km trati a 4 nové stanice za Florencí po Českomoravskou. Úsek V.B mezi Novými Butovicemi a Zličínem (5 stanic, délka 5,1 km) byl otevřen 11. listopadu 1994. Dosud poslední část IV.B byla otevřena 8. listopadu 1998, měla 6,3 km a vedla z Českomoravské na Černý Most. Tento úsek má 5 stanic, v roce 1998 však zůstávaly nedostavěny stanice Hloubětín a Kolbenova, které byly otevřeny až v letech 1999, resp. 2001.
Přepravní kapacita trasy B přepočtená na 1 hodinu činí ve špičce cca 21 000 osob a v sedle cca 10 500 osob.

### Linka C

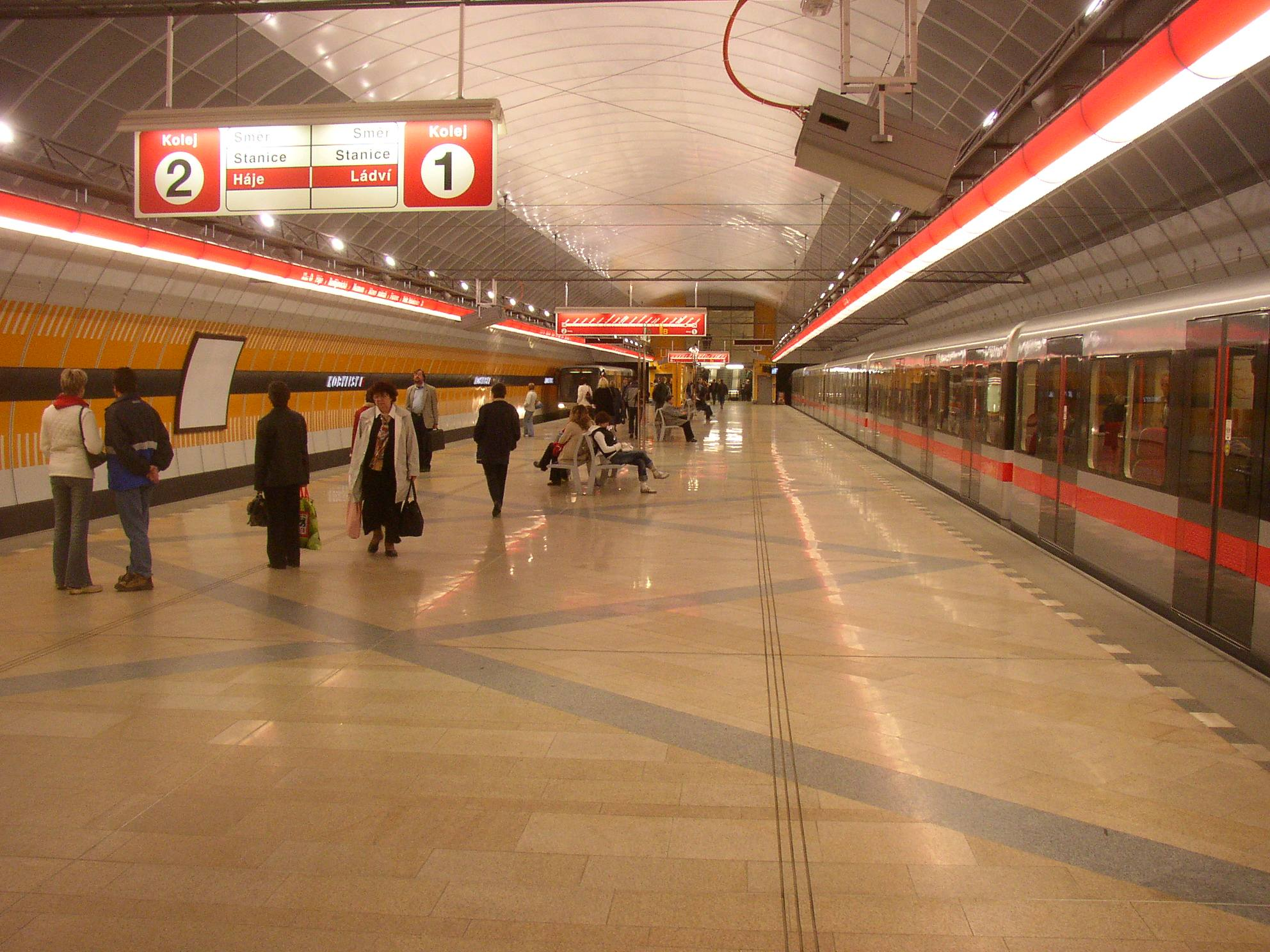
Stanice Kobylisy je první raženou stanicí, která má jednolodní kruhový profil (2004)

Linka C vede zhruba ve směru sever–jihovýchod, je označována červenou barvou. Má 20 stanic, celková délka je 22,4 km, vlak trasu projede za 36 minut.
Nejstarší úsek trasy C i celého pražského metra, I.C, se začal budovat 7. ledna 1966 a byl otevřen 9. května 1974. Jeho délka je 6,6 km a čítá 9 stanic mezi Florencí (původně Sokolovská) a Kačerovem. V roce 1975 pak následovalo zahájení navazujícího úseku II.C, který při otevření 7. listopadu 1980 přidal 5,3 km trati a 4 stanice mezi Kačerovem a Háji (tehdy Kosmonautů). 3. listopadu 1984 byl otevřen úsek III.C, který za Florencí přidal 2,2 km trati a dvě nové stanice (Vltavská a Nádraží Holešovice, tehdy Fučíkova). Úsek IV.C1, o délce 4,0 km byl zprovozněn 26. června 2004 a prodlužuje severní část trasy o dvě nové stanice (Kobylisy a Ládví). Zatím poslední z úseků, IV.C2, o délce 4,6 km s třemi stanicemi (Střížkov, Prosek a Letňany) byl otevřen 8. května 2008.
Přepravní kapacita trasy C přepočtená na 1 hodinu činí ve špičce cca 26 900 osob a v sedle cca 12 600 osob.

## Vozový park
| Obrázek | Typ            | Počet dodaných kusů                       | Dodávky v letech | V provozu |
| ------- | -------------- | ----------------------------------------- | ---------------- | --------- |
|         | Ečs            | 85                                        | 1973–1976        | 1974–1997 |
|         | 81-717.1/714.1 | čelní 81-717.1: 204 vložené 81-714.1: 303 | 1978–1990        | 1978–2009 |
|         | 81-71M         | 465 (93 souprav)                          | 1996–2011        | od 1998   |
|         | M1             | 265 (53 souprav)                          | 1998–2011        | od 2000   |

Vozový park pražského metra tvoří několik typů souprav. První typ R1 byl vyvinut společností ČKD Praha, závod Tatra Smíchov a byly vytvořeny pouze dva kusy. Ale protože se na poslední chvíli rozhodlo o dodání vozů Ečs sovětské výroby, nedostaly se prototypy nikdy do provozu. Smíchovský výrobce by totiž, především pro vytížení výrobních kapacit exportem tramvají do Sovětského svazu, nestihl dodat včas požadovaný počet souprav. Navíc, vůz R1 byl o téměř 19 cm širší, než jsou současné vozy, a proto by se „nevešel“ do tunelu. Vozy R1 byly odlehčené díky použití laminátu. Kromě politických tlaků bývá uváděn jako další důvod dání přednosti sovětským soupravám zdlouhavý vývoj souprav R1 a obavy o jejich bezpečnost, kdy laminátové prvky ještě v té době nevykazovaly takové protipožární vlastnosti, aby je bylo možné použít do provozu v tunelech. Oba prototypy byly poničeny při nehodě v depu Kačerov, kdy do odstavené soupravy narazila souprava druhá. Svou konstrukcí se R1 částečně podobal dnešním vozům M1, jelikož právě u „er-jedničky“ se pracovníci ČKD inspirovali.
Dodány byly tedy vozy typu Ečs vyrobené v Mytiščinském strojírenském závodu. Původní sovětské vozy, které byly v provozu v počtu 85 ks mezi lety 1974–1997, jezdily pouze na lince C. Jeden vůz Ečs byl umístěn do Muzea MHD ve Vozovně Střešovice, dopravní podnik také disponuje třívozovou provozní historickou soupravou.

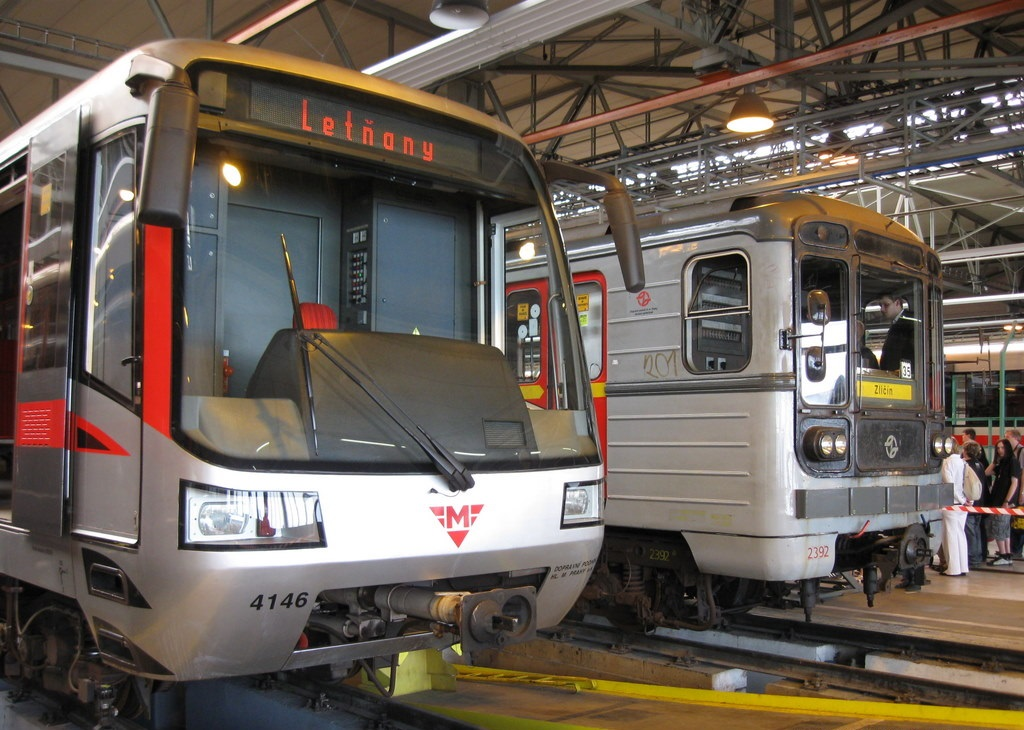
Vozy typu M1 (nalevo) a 81-717

Další typ vlaků tvoří soupravy řady 81-717/714 též zkonstruované v závodu Mytišči. Skládají se z řídících vozů 81-717.1 a vložených 81-714.1. Jsou to nástupci původních souprav Ečs, avšak byla u nich provedena jistá vylepšení, z kterých je velmi nápadné například rozdělení vozů právě na čelní a vložené. Díky tomu se mohla zvýšit kapacita vlaků. Tyto úpravy sovětský výrobce provedl jednak na žádost pražského dopravního podniku (ten požadoval například kromě tohoto od vlaků i zvládnout vyšší stoupání, aby vozy mohly na linku A), jednak však aby splnil požadavky provozovatelů domácích, ti zase pro změnu potřebovali zvýšit obsaditelnost na vytížených linkách). Poprvé se soupravy typu 81-717/714 objevily na lince C v na jaře roku 1978 a poslední nové pak výrobce dodal roku 1990. Celkem se jednalo o 204 čelních a 303 vložených vozů. Poslední soupravy dojezdily v roce 2009. Podobně jako u typu Ečs byl jeden čelní vůz umístěn do Muzea MHD a zachována zůstala také pětivozová provozní historická souprava.
Snahu řešit zastaralost vozového parku v 90. letech se dopravní podnik rozhodl modernizací některých sovětských vlaků. Zhoršující se situace, především nutné odstávky původních souprav po ujetí maximálně 1,44 mil. km, jej k tomu nutila již mnoho let. Výměnu veškeré elektroinstalace, interiéru a dalších prvků provedla firma Škoda Transportation a zrodila se tak souprava 81-71M. První souprava tohoto provedení vyjela do pražských tunelů podzemní dráhy roku 1996 (s cestujícími od 4. února 1998), v následující dekádě pak následovaly desítky souprav, hlavně pro linky A a B, které již byly na konci své životnosti.
| Obrázek | Typ    | Počet vozů k 31. 12. 2022 | Linky |
| ------- | ------ | ------------------------- | ----- |
|         | 81-71M | 465 (93 souprav)          | A, B  |
|         | M1     | 265 (53 souprav)          | C     |

Nové vlaky se objevily až roku 1998, jedná se o soupravy typu M1, vyráběné nejdříve konsorciem ČKD Dopravní systémy-Adtranz-Siemens, později jen společností Siemens AG, v obou případech v továrně na pražském Zličíně. Vlaky tohoto typu začaly být v prvním desetiletí 21. století postupně nasazovány na linku C, kde se během několika let (v roce 2005) staly jedinými provozovanými typy souprav.
Na nové lince D mají jezdit soupravy v automatizovaném provozu, o jejichž výběru se má rozhodovat kolem roku 2021. Tyto soupravy by výhledově měly jezdit i na lince C, kde by také měl být zaveden automatizovaný provoz.
Dále má Dopravní podnik ještě mnoho pracovních vozidel. Jejich počet se začal rozšiřovat již v časech výstavby linky B, kdy tehdejších 10 lokomotiv řady ČSD T 212.1 nevyhovovalo. Byly proto pořízeny nové, které již disponovaly úpravou pro provoz v síti s napájením přívodní kolejnicí (řada 797.8). Byly pořizovány v 90. letech, roku 2000 jich měl Dopravní podnik již 14. Označení u nich bylo provedeno interními čísly v rozsahu T1 až T14. Lokomotivy však nejsou jedinými pracovními vozy metra. Mezi další takové patří například i tzv. „motorové univerzální vozidlo“ WŽB 10-M, sloužící k provádění různých stavebních prací a dovozu stavebního materiálu, dále pak svařovací vůz K 355 PT původem z Rakouska, měřicí vůz MATISA švýcarského původu (neboť tratě je nutné dle vyhlášky č. 177/1995 zákona o drahách pravidelně kontrolovat; metro samo má vůbec jednu z nejpřísnějších norem ohledně provozních parametrů), podbíjecí vůz (pro podbíjení kolejí v úsecích, kde je štěrkové lože), cisternu a některé další vozy, které slouží pro přepravu materiálu.

## Provoz
Metro jezdí od 4–5 hodin ráno až přibližně do půlnoci. V letech 2010 až 2012 jezdilo metro v pátek a sobotu až do jedné hodiny ranní. Stanice jsou navrženy na provoz s pětivozovými soupravami, které jsou nyní také na všechny tři linky nasazovány (poprvé na lince C od 26. února 1979). Maximální provozní rychlost v tunelech je 80 km/h, metro v Praze dosahuje průměrné rychlosti 36 km/h.
V ranní špičce se vypravuje 89 souprav, v sedle 50 a o víkendech 33 souprav. V dopravních špičkách byly velmi krátké intervaly již od 70. let, moderní zabezpečovací zařízení od 90. let 20. století umožnilo další zkrácení. Podle jízdních řádů platných od roku 2014 činí nejkratší interval na lince A 150 sekund, na lince B 140 sekund, na lince C 115 sekund.

## Informační systém

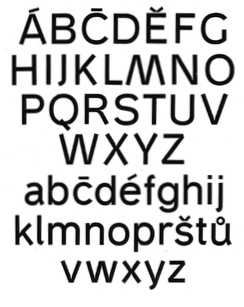
Původní návrh písma Metron Jiřího Rathouského

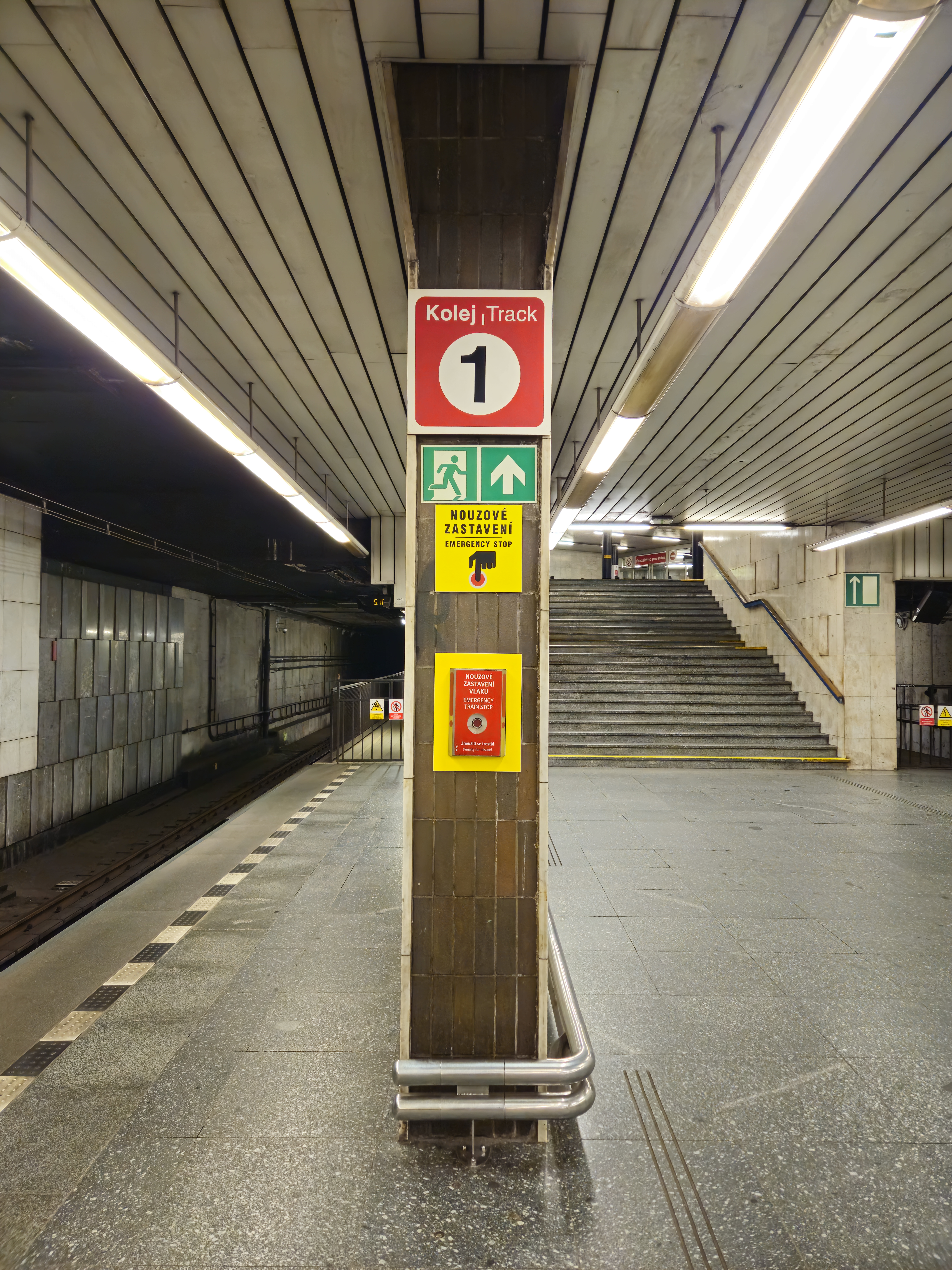
Nouzové tlačítko umístěné ve stanici umožňuje např. při pádu člověka do kolejiště okamžitě odpojit napájení vlakové soupravy (stanice Pražského povstání)

Již od roku 1974 byl pro cestující v okolí stanic metra zřizován orientační a informační systém, jaký v přestupních uzlech mimo stanice metra dosud většinou chybí.
Ve staničním tunelu je většinou umístěno výrazné liniové schéma příslušné linky (podle vzhledu přezdívané teploměr) s vyznačenými stanicemi a přestupy na ostatní linky metra. Ve středním staničním tunelu bývá umístěno kolmo k ose jízdy, přičemž šipkami je naznačeno, do kterých stanic lze ze které koleje cestovat. U koleje nebo u přístupu k bočnímu (traťovému) staničnímu tunelu bývá schéma v jednosměrné variantě, umístěné rovnoběžně s osou jízdy. Počínaje rokem 2002 (po zkušenostech s mimořádnou povodňovou dopravou) byly tyto informační prvky doplněny o čísla kolejí (kolej 1, kolej 2). Na zadní stěně traťového tunelu bývá na několika místech vyznačen název stanice kovovými reliéfními písmeny doplněným čtvercovou deskou v barvě trasy metra (zelená pro trasu A, žlutá pro trasu B a červená pro trasu C). Nad nástupištěm nebo ve středním staničním tunelu bývá název stanice vyznačen na tabulích, případně samolepkách.
Ve staničních tunelech i v halách (vestibulech) a chodbách stanic jsou umístěny v jednotném grafickém provedení navigační tabule k výstupům ze stanice, případně k přestupům. V 80. letech byl v některých stanicích zřizován obdobný informační systém i v přestupních uzlech a autobusových terminálech na povrchu u stanic metra (Holešovice, Jižní Město). Vstupy do stanic jsou označeny většinou světelnými nebo osvětlenými piktogramy se stylizovaným znakem pražského metra (písmeno M rozšířené třemi šipkami).
Grafické provedení navigačních tabulí bylo od roku 1974 dvakrát výrazně změněno. První autorem je Jiří Rathouský, který navrhl vizuální podobu jednotlivých stanic a celkové grafické řešení informačního systému. V roce 1984 byla vyhlášena nová soutěž na vyřešení informačního systému celé městské hromadné dopravy. Vítězem soutěže a autorem nového vizuální řešení je grafik Rostislav Vaněk.
V 70. a 80. letech byly vestibuly stanic vybavovány plánkem okolí stanice a schématem sítě metra. Tyto informační prvky byly nedostatečně udržovány a postupně odstraněny. Kolem přelomu století začaly být stanice vybavovány informačními panely AWK, obsahujícími jednotnou dopravní mapu Prahy, stálé i příležitostné informační letáky a staniční jízdní řád. Staniční jízdní řád obsahuje od té doby podrobný rozpis spojů – předtím v minulosti obsahoval pouze rozmezí intervalů a údaj o prvním a posledním spoji.
Ve vozech je u každých dveří umístěno schéma sítě metra – původně bylo umisťováno mapové schéma vedle dveří, později liniové schéma všech tří linek nad každými dveřmi.
Navigační panely a schéma sítě metra měly černé pozadí, což se změnilo na bílé během 90. let 20. století. Roku 2023 se opět vrací černé pozadí.
Zhruba od přelomu století jsou stanice vybavovány akustickými i mechanickými navigačními zařízeními pro nevidomé (houkátka, vodicí drážky atd.).
V čele nástupiště a na dalších místech stanic jsou umístěny hodiny s aktuálním časem v hodinách, minutách a sekundách. V čele nástupiště hodiny navíc ukazují počet minut a sekund od odjezdu posledního vlaku.
Ve všech stanicích jsou nad nástupištěm proměnné informační panely, na nichž jsou zobrazovány informace o případném ukončení vlaku před nejzazší konečnou stanicí, popřípadě o tom, že vlak není určen k přepravě cestujících. Tento systém se rozšiřuje i o časové údaje jako je aktuální čas a čas do příjezdu další soupravy.
V několika frekventovaných stanicích jsou ve středním staničním tunelu, popřípadě i na jiných místech umístěny informační stojany umožňující hlasovou komunikaci s informačním střediskem a dotyková obrazovka počítače umožňující vyhledání dopravních i turistických informací.

### Hlášení
Pro usnadnění orientace cestujících funguje ve vozech již od počátku provozu metra hlášení stanic a dalších důležitých informací. Při příjezdu vlaku do stanice jsou cestující informováni, o jakou stanici se jedná a zdali je přestupní nebo konečná, hlásí se také podstatné změny, například pokud je uzavřen jeden z východů. V případě pásmového provozu či výluky je ohlášena změna konečné stanice. Protože u původních vozů zcela chyběla optická i zvuková signalizace před uzavřením dveří, obvyklá v povrchové dopravě, byli cestující již od počátku provozu pražského metra upozorňování slovním hlášením. To zpočátku znělo Ukončete nástup, dveře se zavírají, později Ukončete výstup a nástup, dveře se zavírají, v roce 1992 bylo změněno na Ukončete, prosím, výstup a nástup, dveře se zavírají. Krátce po zavření dveří a rozjezdu soupravy je vyhlášen název příští stanice. Hlášení stanic namluvila na lince B Eva Jurinová, bývalá tisková mluvčí FN Motol a hlasatelka zpráv TV Nova, na lince A Světlana Lavičková (moderátorka ČRo2–Praha). Lince C propůjčil hlas hlasatel a moderátor ČRo3–Vltava Tomáš Černý.
Od 9. prosince 2007 je na stanicích s přestupem na příměstské vlaky vyhlašováno hlášení Přestup na linky S a další vlakové spoje (prvních několik měsíců ve znění Přestup na vlaky linky S a další spoje Českých drah). Na konečných stanicích jsou cestující upozorněni hlášením Konečná stanice, prosíme, vystupte. Terminal station, please exit the train (do roku 2007 znělo anglické hlášení Terminus, please leave the train). Ve stanicích Vyšehrad, Hlavní nádraží, Prosek, Střížkov, Nemocnice Motol, Rajská zahrada směr Černý Most a Černý Most je hlášení při příjezdu do stanice doplněno o Vystupujte, prosím, vpravo ve směru jízdy, na Černém Mostě a NM je hlášení o konečné ořezáno o anglické znění, tedy do tvaru Černý Most. Konečná stanice. Vystupujte, prosím, vpravo ve směru jízdy. Terminal station, please exit the train; ve stanici Skalka, kde končící vlak přejede před stanicí do protisměru, zase chybí informace o změně strany výstupu. Ve stanici Skalka je také těžké odhadnout, na kterou kolej vlak pojede, pokud zde končí – pokud se vrací zpět do stanice Nemocnice Motol, jede na kolej 2, pokud však jede do depa, přijede na kolej 1. Pokud vlak jede do depa, tak při příjezdu do tří předcházejících stanic přidá hlášení např. Želivského. Upozorňujeme cestující, že tento vlak končí jízdu ve stanici Skalka., po příjezdu do koncové stanice se spustí trojjazyčné (CZ, EN, DE) staniční hlášení ve tvaru Vlak na první koleji ve směru Depo Hostivař není určen pro přepravu cestujících. Nenastupujte, prosím, do soupravy a nepřekračujte bezpečnostní pás. Nové a rekonstruované vozy již mají i světelnou signalizaci LED upozorňující na zavírající se dveře a rovněž světelný informační panel s názvy stanic.
Kromě hlášení ve vlacích existuje i staniční; to upozorňuje cestující jednak na základní bezpečnostní opatření (zákaz překračování bezpečnostního pásu na nástupišti, není-li zde přítomna souprava), jednak na různé důležité události jako například dopravní změny (zavedení speciálních linek, výluky apod.) či změny v provozu stanice (například zastavení či spouštění eskalátorů, uzavření stanice), často se také ohlašují informace o různých kulturních a sportovních událostech.

## Odbavovací systém

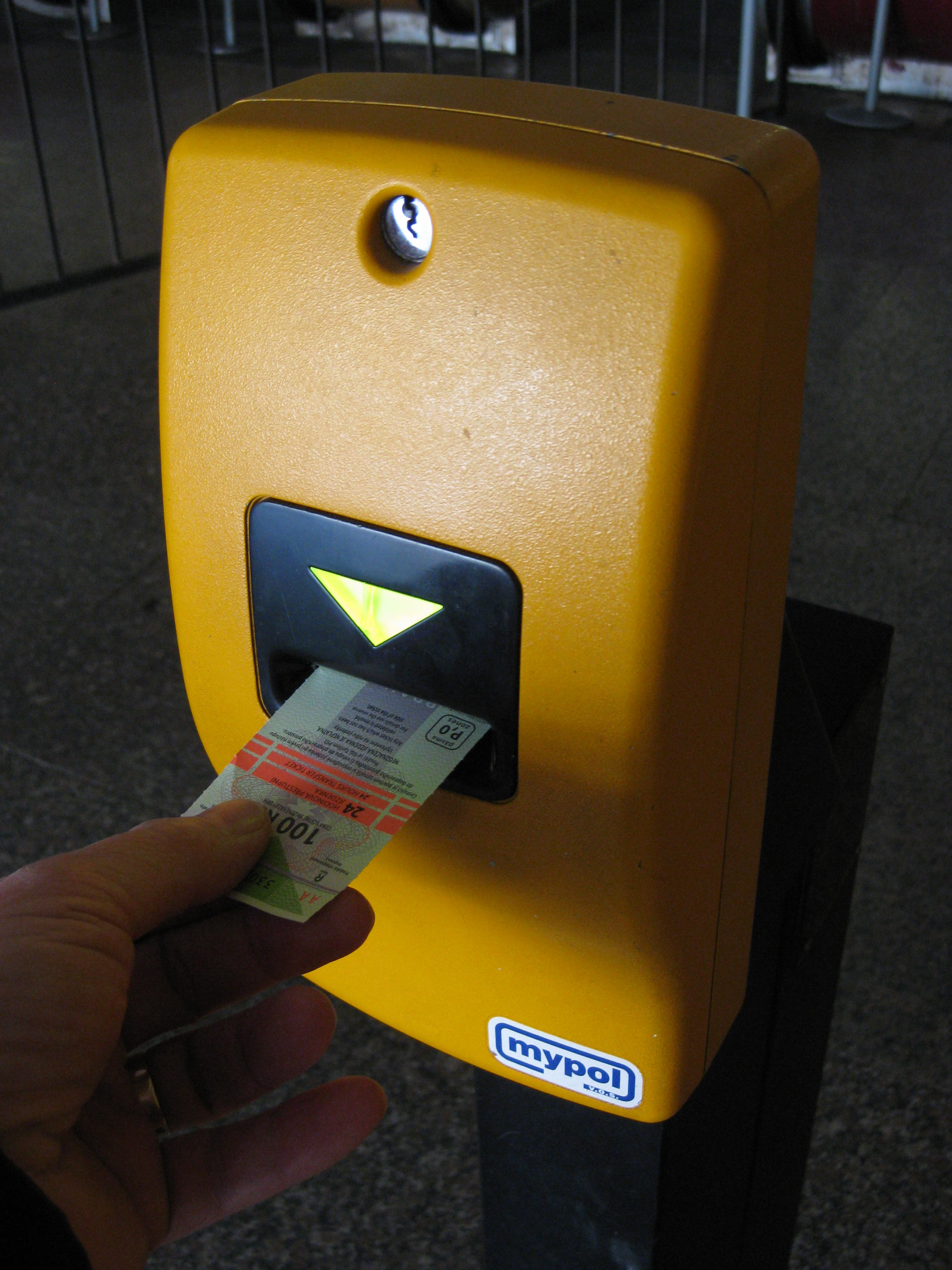
Označovač jízdenek v Praze

Za dobu existence pražského metra se jeho odbavovacího systému dotkly dvě významnější změny.
Od počátků pražského metra byly všechny stanice pražského metra na vstupech i výstupech vybaveny mincovními turnikety, které mechanickými výsuvnými rameny zabránily v průchodu tomu, kdo se pokusil vstoupit bez zaplacení (vhození jednokorunové mince) nebo projít nesprávným směrem. Nejnovějším úsekem, který zpočátku byl ještě turnikety vybaven, byl III.C, otevřený 3. listopadu 1984. Jízdné činilo 1 Kčs a ačkoliv tarif v MHD byl obecně nepřestupný, mezi oběma trasami metra se smělo přestupovat bez dalšího placení.
Od podzimu roku 1985 (mezi 28. září a 29. září) byly u vstupů do metra zprovozněny označovače jízdenek značky Merona a odstraněny turnikety. Celá změna proběhla úspěšně ještě před otevřením úseku metra I.B. Označovače v metru již od počátku byly elektronické razítkovací, zatímco v tramvajích a autobusech byly nadále pouze mechanické děrovače maďarské výroby. Jízdné se v následujícím desetiletí postupně zvyšovalo, tarif MHD však zůstal nepřestupní, stále s možností přestupu mezi trasami metra na jednu jízdenku.
Od 1. června 1996 byl zaveden v celé Pražské integrované dopravě přestupní a časový tarif. V metru to znamenalo výměnu všech označovačů jízdenek za značku Mikroelektronika (v rámci konsorcia Mypol), protože nové jízdenky byly širší a označovací potisk byl prováděn příčně při kratší straně jízdenky, nikoliv po její délce, jako dříve.
Do budoucna se uvažuje o obnovení turniketového systému, který by však již byl založen na čtení čipových karet. Diskuse byly spojeny s úvahami o „Univerzální kartě Pražana“ (později zavedené pod názvem Opencard, nyní nahrazené kartou Lítačka) nebo Národní dopravní kartě. Někteří z kritiků odkazují na nadměrný zásah do soukromí (např. kampaň sdružení Iuridicum Remedium), pokud by systém nejen kontroloval zaplacení jízdného, ale také by mohl soustavně systematicky sledovat, odkud a kam jednotliví lidé cestují, podobně jako je to vyhodnocováno nyní při občasných přepravních průzkumech, kdy cestující při nástupu dostanou kartičku a při výstupu ji odevzdají. Uvažuje se dokonce i o možnosti využití systému k zabránění vstupu konkrétním nežádoucím osobám nebo ke sledování konkrétních osob. O obnovení turniketů a uzavřeného odbavovacího systému v pražském metru se začalo vážně uvažovat kolem roku 1998, v roce 2000 vypracoval Metroprojekt studii, podle níž by si zavedení vyžádalo instalaci asi 800 turniketů, přičemž zvláštní úpravy kvůli propustnosti by byly nutné jen ve stanici I. P. Pavlova. Ještě na jaře 2008 se uvažovalo o zavedení ne dříve než v roce 2012 nebo 2013, avšak v prosinci 2008 v souvislosti se snížením rozpočtu pro rok 2009 ředitel DP oznámil rozhodnutí, že turnikety budou zavedeny do roku 2010. Investiční náklady se odhadují na jednu až dvě miliardy Kč a návratnost investice byla ve studii proveditelnosti z jara 2008 odhadnuta na 2 až 4 roky. Řešení pomocí turniketů je však obtížně slučitelné například s používáním SMS jízdenek. V září 2011 se primátor Bohuslav Svoboda (ODS) postavil k návrhu Dopravního podniku hl. m. Prahy na zavedení turniketů odmítavě a označil je za ekonomický hazard. Ve studiích je podle něj přeceněn podíl černých pasažérů, což silně zkresluje odhad návratnosti. Skepticky se vyjádřil rovněž jeho náměstek Karel Březina (ČSSD). Proti záměru protestovaly i TOP 09 a Česká pirátská strana.

## Infrastruktura

### Depa
Pražské metro má tři depa; nejstarší Depo Kačerov, otevřené roku 1974 a sloužící pro linku C, Depo Hostivař, umožňující vypravování vozů metra na linku A, od roku 2006 také částečně i jako stanice metra a zprovozněné roku 1985. K těmto dvěma pak ještě také patří Depo Zličín pro linku B, které funguje od roku 1994. V budoucnu přibude Depo Písnice, jehož zprovoznění se předpokládá v roce 2027.

### Zabezpečovací zařízení
Zabezpečovací zařízení zajišťuje bezpečnost a plynulost provozu vlaků v metru. To pražského metra dovoluje nejkratší následný interval mezi vlaky 90 s při maximální dovolené rychlosti vlaků 80 km/h, kromě stanice Skalka, která dovoluje nejkratší následný interval mezi vlaky 105 s. Bezpečný provoz pražského metra zajišťuje kombinace několika druhů zabezpečovacích zařízení:
- Staniční: Pražské metro využívá staniční reléové zabezpečovací zařízení typu AŽD 71 speciálně upravené pro podzemní dráhu. Toto zařízení zabezpečuje jízdní cesty ve stanicích s kolejovým rozvětvením a v depech. Ve stanicích Nádraží Holešovice, Ládví a Letňany je zapojeno elektronické staniční zabezpečovací zařízení typu ESA 11 M s úpravou pro provoz metra. Zařízení zabezpečuje jízdní cesty ve stanicích s kolejovým rozvětvením. ESA 11 M je ovládána z jednotného ovládacího pracoviště, tzv. JOP, které je také využito ve stanici Florenc-B, kde ovládá AŽD 71. Po dokončení úseku IV.C1 jsou ESA 11 M a JOP použity ve stanici Ládví.

- Traťové: Rovněž se jedná o reléové zařízení typu AŽD 71 nebo ESA 11 M, které zabezpečuje jízdy vlaků v úsecích mezi stanicemi s kolejovým rozvětvením, traťových spojkách a spojovacích kolejích do dep.

- Vlakové: Pražské metro využívá liniový vlakový zabezpečovač ARS s kontrolou rychlosti jízdy vlaků sovětské výroby a na lince C je nainstalován vlakový zabezpečovač francouzské firmy MATRA typu PA 135 firmy Siemens AG s kontrolou rychlosti jízdy vlaků, kontrolou sledu vlaků a zařízení pro automatické vedení vlaku. Na trati A je vlakový zabezpečovač LZA (SOP-2P polské výroby a automatizační zařízení ACBM-3 firmy AŽD Praha), který umožňuje automatické vedení vlaku a další činnosti s tím spojené. Od roku 2014 je instalován i na trasu B.

### Eskalátory a výtahy

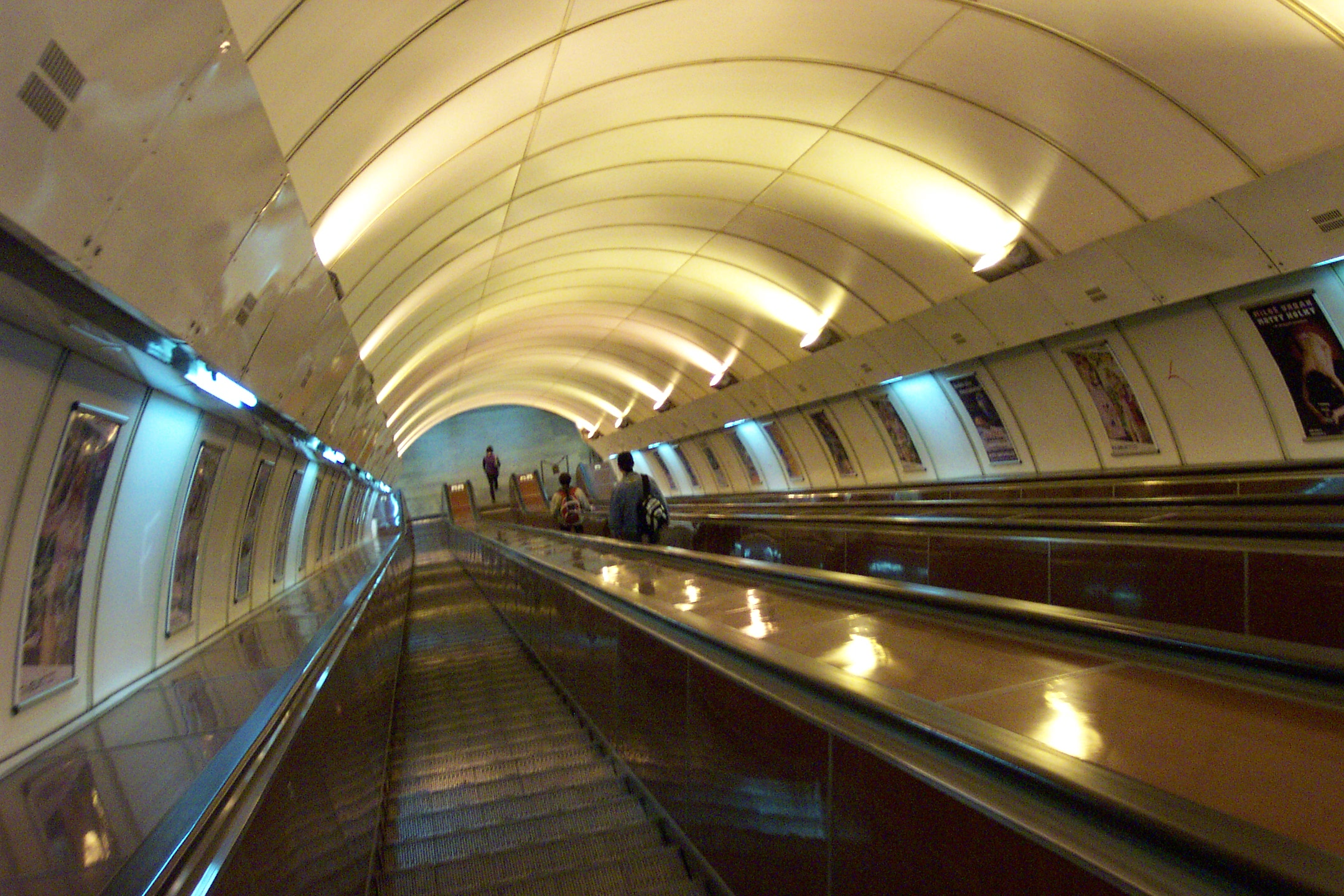
Eskalátory (vč. vybavení tunelu) ve stanici Jinonice se dochovaly beze změn od roku 1988, kdy byly instalovány

Eskalátory jsou základním zařízením metra, nezbytným pro fungování hlavně hluboce založených stanic. V pražském metru existují různé typy pohyblivých schodů.
U těch úseků metra, budovaných za dob socialismu, byly použity jednak kratší eskalátory (zejména z vestibulů na povrch) československé výroby od firmy Transporta Chrudim, jednak delší, hlubinné, (ze staniční střední lodi do vestibulu u hluboko založených ražených stanic na linkách A a B) sovětské výroby. Po roce 1990 byly nejstarší z nich (instalace do roku 1980) postupně vyměňovány, na nových úsecích se objevily pohyblivé schody západoevropské výroby.

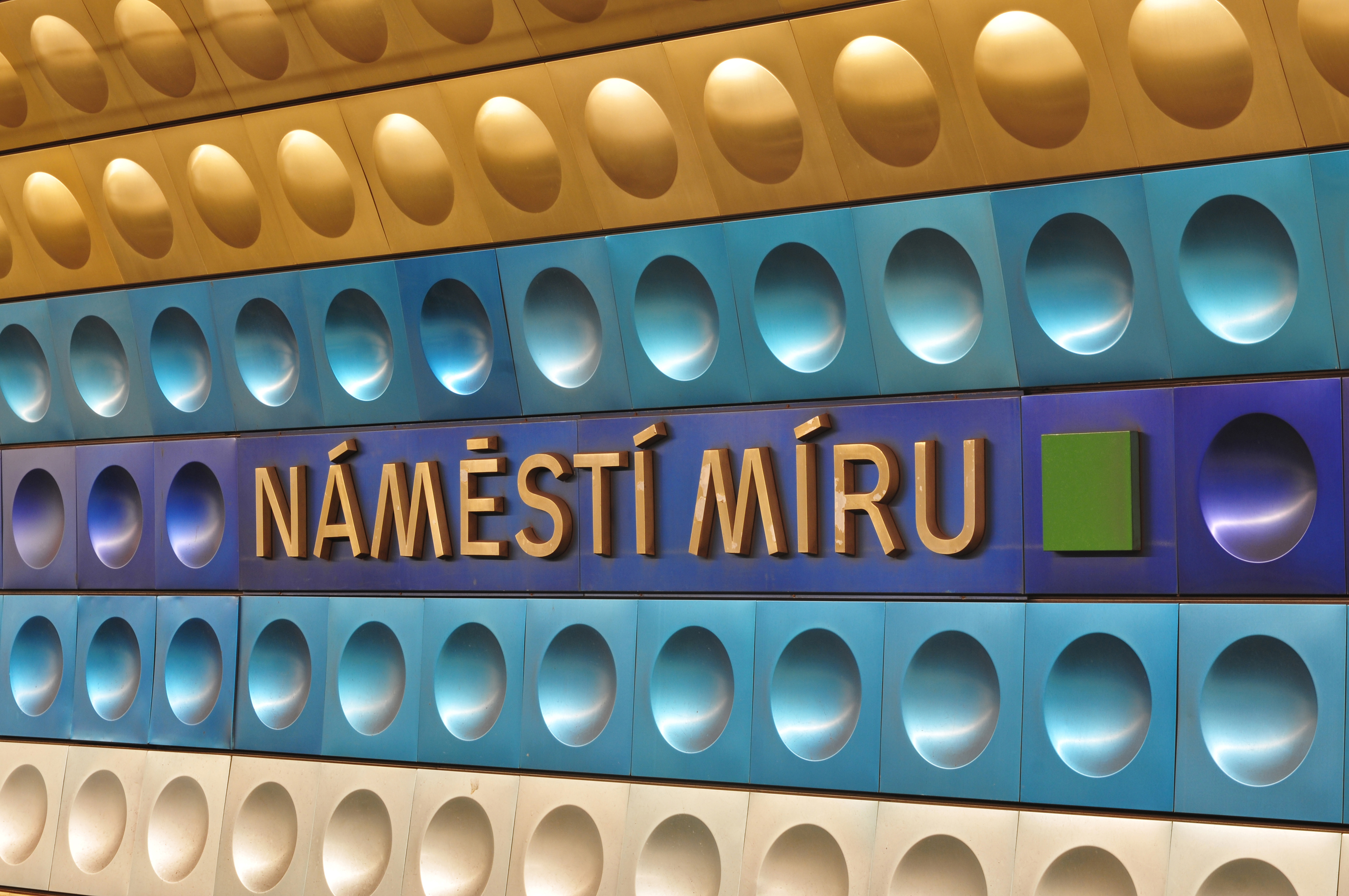
Nejhlubší stanice pražského metra

Nejdelší eskalátory pražského metra (87 metrů) jsou ve stanici Náměstí Míru, která je zároveň nejhlubší stanice.
Výtahy se začaly stavět až po roce 1990, poprvé tedy při otevření V. úseku trasy B na Zličín v roce 1994, a v následujících letech běžel projekt na doplnění výtahů do starších stanic. Celkově bylo v roce 2016 v pražském metru 162 výtahů a plošin. 21. července 2025 bylo bezbariérových 48 z 61 stanic (78,7 %). Poslední stanicí s nově otevřenými výtahy je stanice Radlická na lince B. Další v pořadí by měla být stanice Flora na lince A a Českomoravská na lince B. Podle schválené městské koncepce na odstranění bariér z roku 2013 měly být bezbariérové všechny stanice do roku 2025.

### Pokrytí signálem
Pražské metro má od 2. listopadu 2023 kompletní pokrytí mobilním signálem. První čtyři stanice s mobilním signálem LTE byly Bořislavka, Nádraží Veleslavín, Petřiny a Nemocnice Motol na lince A, které signál mají od svého otevření v roce 2015. V roce 2018 začala instalace ve zbytku sítě, tentokrát byly stanice a přilehlé úseky pokryty i standardem 5G. Kromě stanice Jiřího z Poděbrad na lince A byly ke konci roku 2021 pokryty LTE všechny stanice. Technologie 5G byla roku 2022 doinstalována i na první čtyři pokrývané stanice. Stanice Jiřího z Poděbrad získala, po rekonstrukci, mobilní signál jako poslední v listopadu 2023.

### Ochranný systém metra

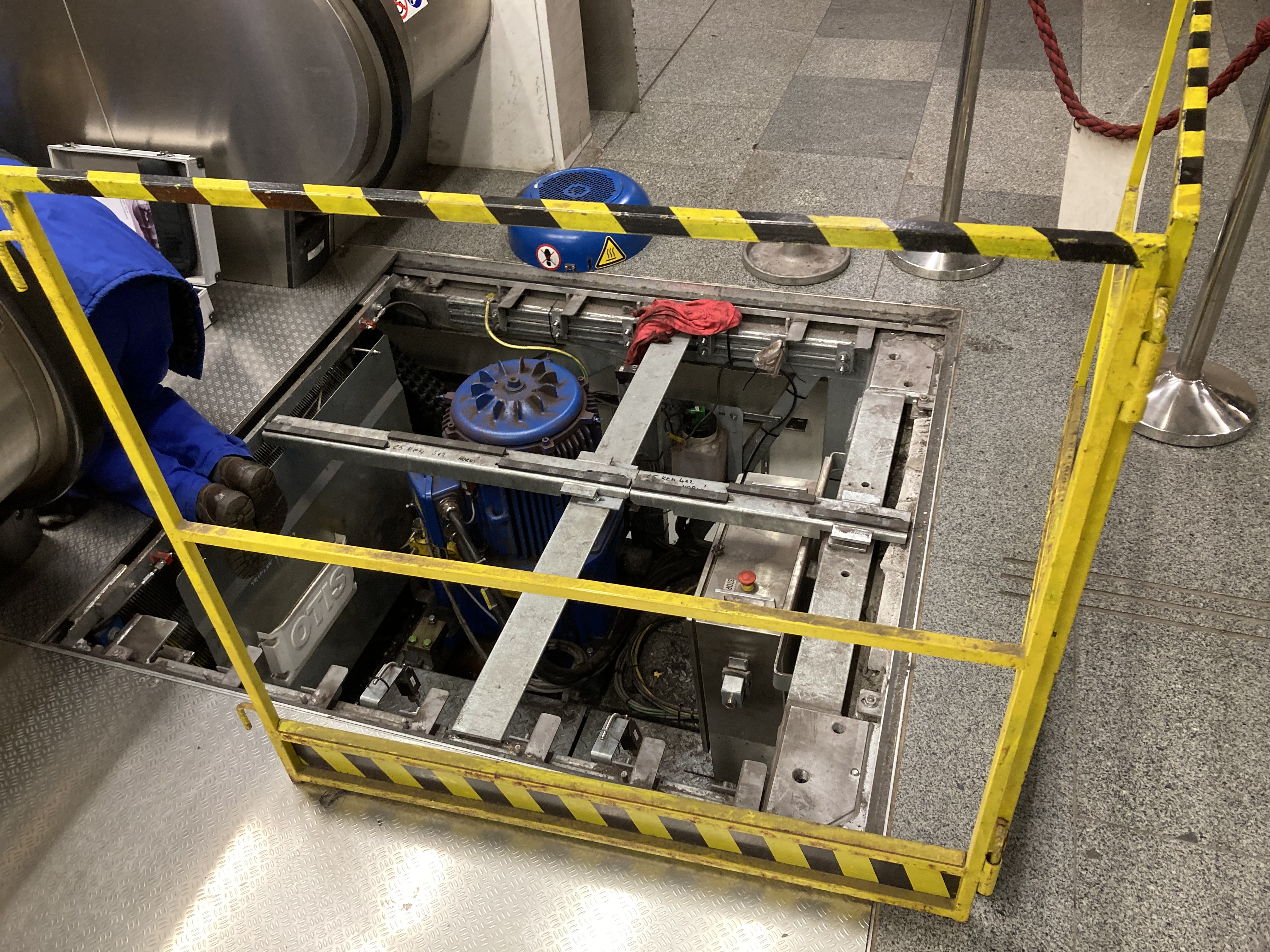
Mechanismus eskalátoru v Pražském metru.

Součástí stanic metra – především těch budovaných za socialismu – jsou i zvláštní prostory, které měly sloužit jako kryt zejména v případě války a ohrožení. Různé slepé štoly a rozsáhlé provozní místnosti, kam je běžným cestujícím vstup zakázán, se měly změnit v zásobovací, bezpečnostní i zdravotnická centra a poskytovat po dobu 72 hodin nezbytné věci evakuovanému obyvatelstvu. K tomuto účelu navíc mohly být upraveny i části stanic a traťových tunelů; okrajovými úseky by se pak zajišťovalo spojení systému s okolním světem. Řídící stanoviště včetně řídícího počítače je u stanice metra I. P. Pavlova, v místech, kde je budova Centrálního dispečinku DPP.
U tratí stavěných po roce 1990 byl rozsah OSM výrazně omezen. Jako ochrana proti povodni (což byla jediná událost, kdy byl tento systém aktivován) kryty nebyly projektovány a jak ukázalo zatopení metra při povodni roku 2002, nemohly být v takovém případě účinné.
Na začátku 21. století bylo rozhodnuto radou hlavního města Prahy bezpečnost do budoucna dimenzovat spíše pro případy teroristického útoku nebo živelní pohromy aj, než na nebezpečí války, na které byl připravován tzv. ochranný systém metra. Ten již na nových stavbách metra realizován nebude – posledním úsekem, kde se uplatnil, se tak stal IV.C1. Tato významná změna se u nově budovaných staveb projeví hlavně úsporami, a to ve výši stovek milionů Kč; nové systémy bude na rozdíl od OSM možné uvést do provozu v kratší době. V červnu 2005 pak byly na základě usnesení vlády č. 823 uvolněny prostředky ve výši 50 milionů Kč (původně město žádalo celkem 162,5 milionů Kč) na provedení těchto opatření.

## Reklama
Reklama se v pražském metru začala objevovat až na konci 90. let 20. století a hlavně pak v prvním desetiletí století jedenadvacátého. Reklamní panely AWK obsluhované agenturou Rencar, dceřinou společností dopravce, jsou ve staničních lodích, přestupních i jiných chodbách, vstupních vestibulech atd. Reklamy ve formě samolepicích nebo výměnných fólií se objevují na podlahách a schodištích, na bočních stěnách eskalátorových tunelů a přestupních chodeb, v interiéru i exteriéru vozidel a na dalších místech.
V několika frekventovaných stanicích se objevily informační projektory promítající zpravodajství a informaci o příjezdu příštího vlaku na stěnu traťového tunelu naproti nástupišti, které však byly počátkem roku 2008 demontovány a částečně nahrazeny billboardy, avšak v listopadu téhož roku se do stanic metra znovu vrátily. Od roku 2014 byly opět postupně demontovány.

## Problémy pražského metra

### Vandalismus

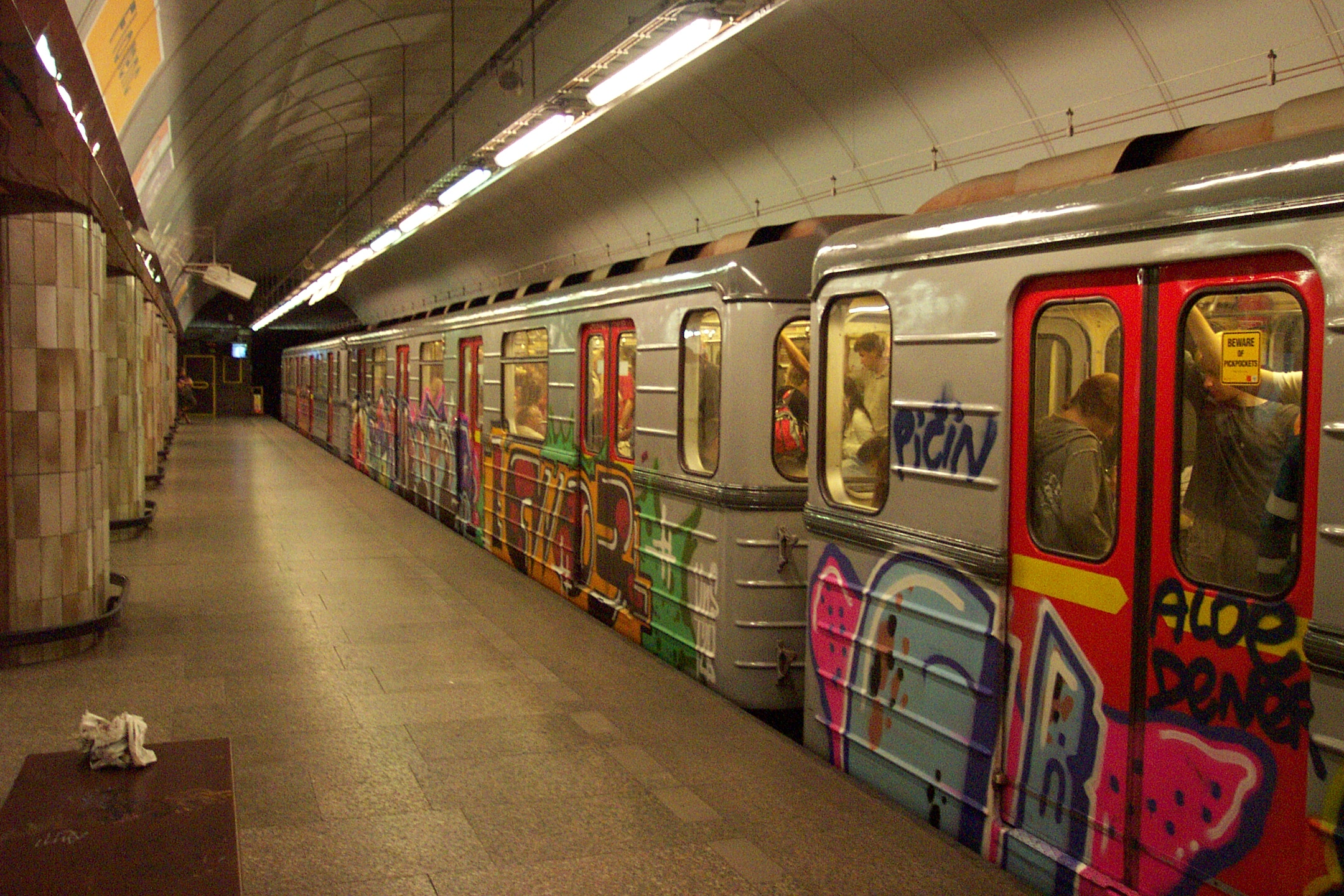
Graffiti na soupravě metra ve stanici Florenc

První graffiti se začalo objevovat po roce 1989; souviselo to se změnou společenských podmínek po sametové revoluci. Pražské metro se s problémem graffiti začalo potýkat na počátku 90. let 20. století. Po polovině 90. let začaly být mramorové obklady a některé další plochy opatřovány speciálním nátěrem, který může usnadnit čištění.
Též i na soupravách metra se začaly vyskytovat různé obrazce a nápisy. Vlaky typů 81-71M a M1 sice již mají interiér navržený tak, aby byl snadněji omyvatelný a lépe odolával výtvorům graffiti, přesto i vozy těchto typů bývají často terčem sprejerů. Na soupravách 81-717/714 bylo ale graffiti rozšířenější.
Kromě graffiti je problémem také vandalismus, demolování vybavení podzemní dráhy či znemožňování jejího plynulého fungování; náklady na opravu poškozených věcí dosahují desítek milionů korun. To někdy bývá spojováno s příjezdy různých skupin sportovních fanoušků, které již několikrát způsobily značné škody, či dokonce dočasně zastavily provoz částí metra.

### Bezpečnost
Vzhledem k tomu, že pražské metro využívají tisíce lidí a je zde vysoká koncentrace osob, jsou vlaky i stanice podzemní dráhy místem, kde dochází k trestné činnosti. A to od drobných kapesních krádeží až po přepadení. Každá stanice je sice vybavena kamerovým systémem, s ohledem na dobu, kdy vznikal, jsou však problémy s jejich umístěním či v některých případech s pořizováním záznamu. Podzemní dráhu pravidelně kontrolují i dvojčlenné hlídky městské policie.
Po roce 2001 začala být také i zvažována možnost, že by – podobně jako například v moskevském nebo londýnském metru – mohlo dojít k teroristickému útoku. Byla proto provedena různá cvičení bezpečnostních složek a ve vozech podzemní dráhy se také objevily plakáty vyzývající cestující k obezřetnosti v případě nalezení podezřelého zavazadla.
Po teroristických útocích na španělské vlaky 11. března 2004 byla v pražském metru z bezpečnostních důvodů odstraněna většina odpadkových košů. To se sice negativně projevilo na čistotě a pořádku ve stanicích, ale pouze dočasně – kolem roku 2007 se začaly instalovat nové tzv. „protiteroristické“ koše. Pokud by do některého byla uložena výbušnina a došlo by k výbuchu, konstrukce koše by výbuch udržela uvnitř odpadové nádoby.

## Výhled do budoucnosti

### Linka D
Od roku 2022 se buduje nová linka D. V roce 2013 magistrát schválil stavbu této linky, která by měla být stavěna ve dvou úsecích:
- Úsek I.D1 z Pankráce do Písnice se sedmi novými stanicemi a délkou přes deset kilometrů. Nové mají pracovní názvy: Olbrachtova, Nádraží Krč, Nemocnice Krč, Nové Dvory, Libuš, Písnice a Depo Písnice.
- Úsek I.D2 z Pankráce na stanici Náměstí Míru. Nová stanice mezi nimi má pracovní název: Nám. Bratří Synků.

V červenci 2015 radní města rozhodli, že nová linka D bude mít vlaky bez řidiče. Po dostavbě těchto úseků by měla být linka D schopna částečně nahradit v případě rekonstrukce Nuselský most, kterým vede linka C. Ve výhledových studiích se objevuje prodloužení z Náměstí Míru na Žižkov a Vysočany, nebo přes Hlavní nádraží na Náměstí Republiky, kde by došlo i k přestupu na linku B. Metropolitní plán hlavního města Prahy obsahuje linku D v trase Depo Písnice – Náměstí republiky a územní rezervu na větev ze stanice Nové Dvory do oblasti Sídliště Modřany.

### Linka A
Ve výhledu bylo prodloužení z Nemocnice Motol až na Letiště Václava Havla, pravděpodobněji ale povede k letišti železnice. V plánu bylo také prodloužení přes Řepy do stanice Zličín, kde by se znovu setkala s linkou B. Metropolitní plán hlavního města Prahy žádné prodloužení linky A neobsahuje.

### Linka B
Zvažovala se větev ze stanice Stodůlky na stanici Západní město, v souvislosti s výstavbou čtvrti Západní Město. Také na východě se dříve zvažovalo prodloužení o jednu stanici, a to Počernice. V současné době se připravuje prodloužení o jednu stanici směr Depo Zličín, Metropolitní plán hlavního města Prahy toto prodloužení obsahuje.

### Linka C
Zvažovalo se prodloužení linky C ze stanice Letňany na sever. Konečnou stanicí by se stalo Nádraží Čakovice, na jehož místě by okolo roku 2030 mohl vzniknout dopravní uzel s návazností metra a železniční dopravy a kapacitní záchytné parkoviště. Metropolitní plán hlavního města Prahy žádné prodloužení linky C neobsahuje.

### Okružní linka
Již v 80. letech 20. století se uvažovalo o další lince E, která byla vzhledem ke koncepci pražského metra plánovaná jako okružní. Na počátku 21. století se o ní opět nezávazně mluvilo v souvislosti s návrhy na pořádání letních olympijských her. Její přesná trasa nebyla stanovena, v Metropolitním plánu hlavního města Prahy je zanesena část Smíchovské nádraží – Pankrác – Želivského – Nádraží Libeň – Prosek – OC Letňany jako územní rezerva.
Záměr na vybudování okružní linky s pracovním označením O byl představen v roce 2022. Linka má zkrátit cesty MHD mezi sousedními částmi Prahy a zajistit napojení a veřejnou dopravu pro oblasti s plánovanou výstavbou v dalších dekádách.

## Fotogalerie

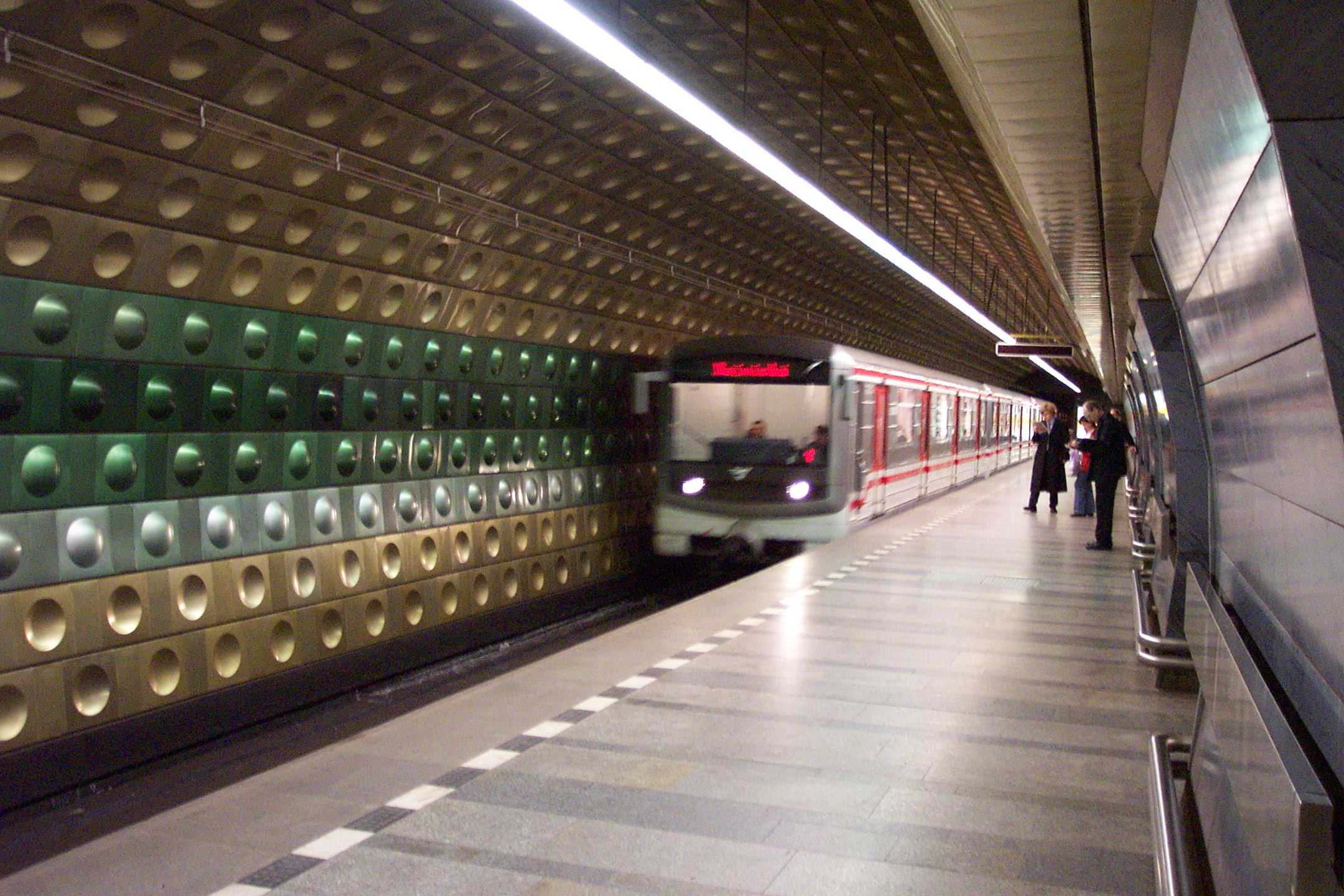
Stanice Malostranská (A)
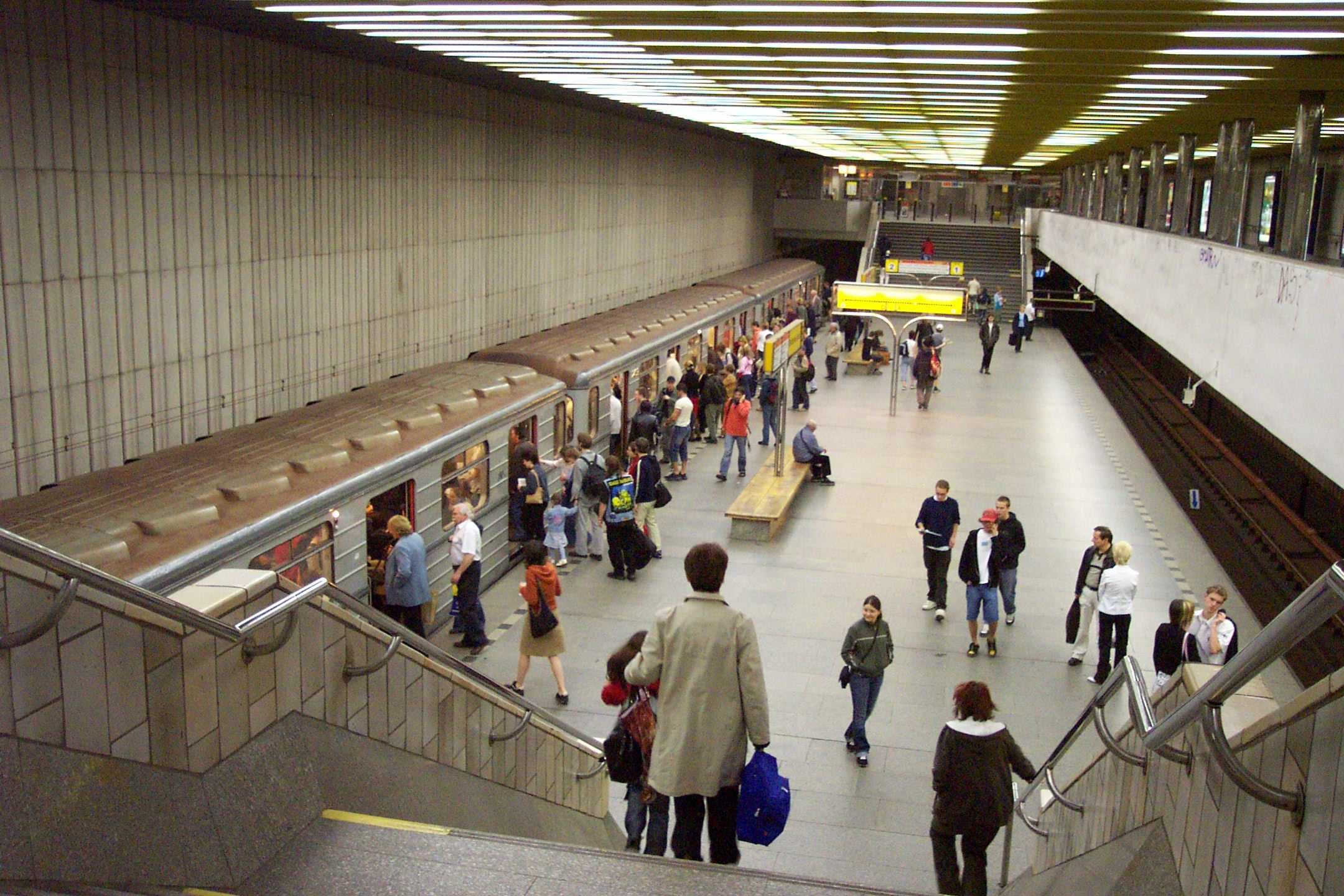
Stanice Smíchovské nádraží (B)
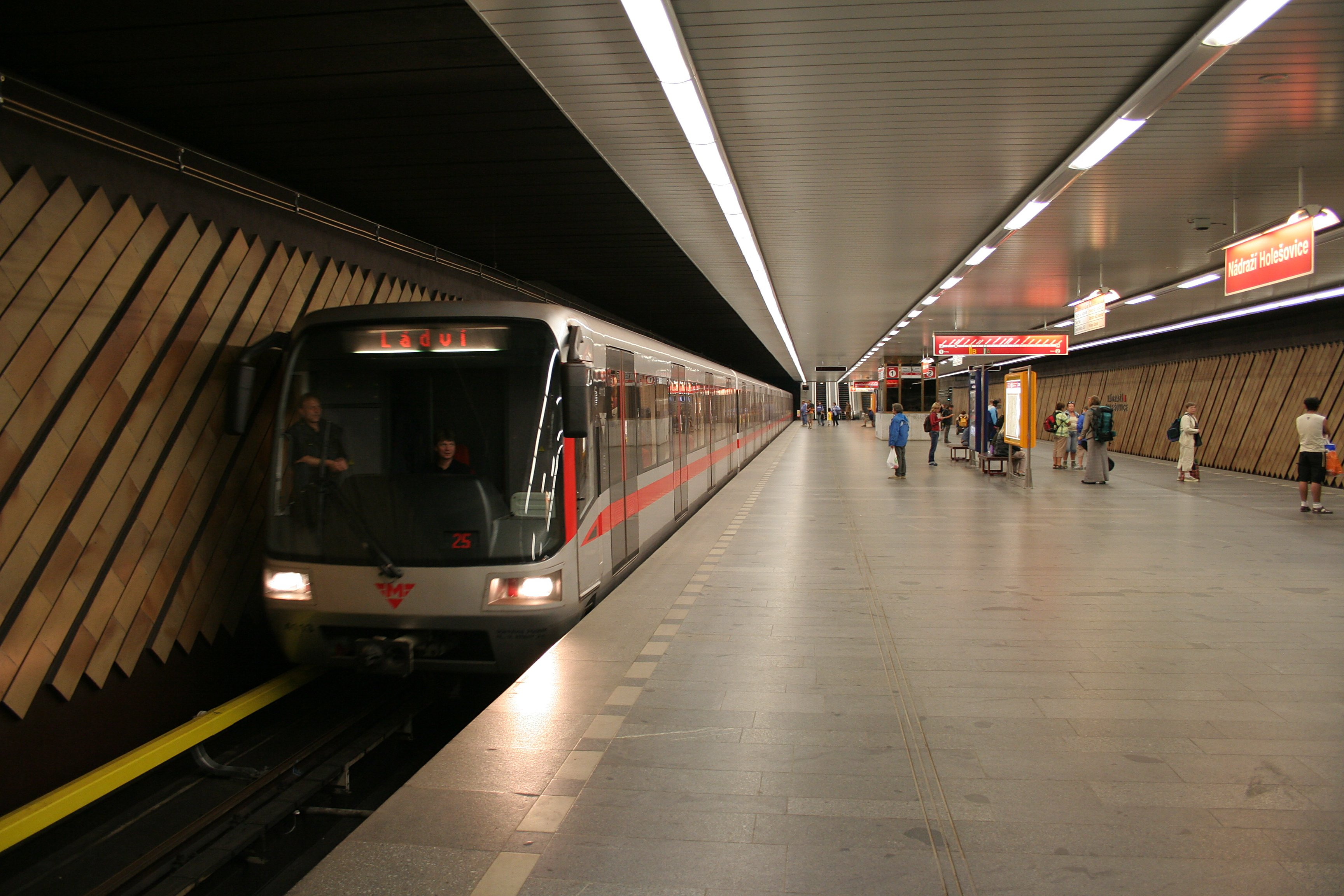
Stanice Nádraží Holešovice (C)
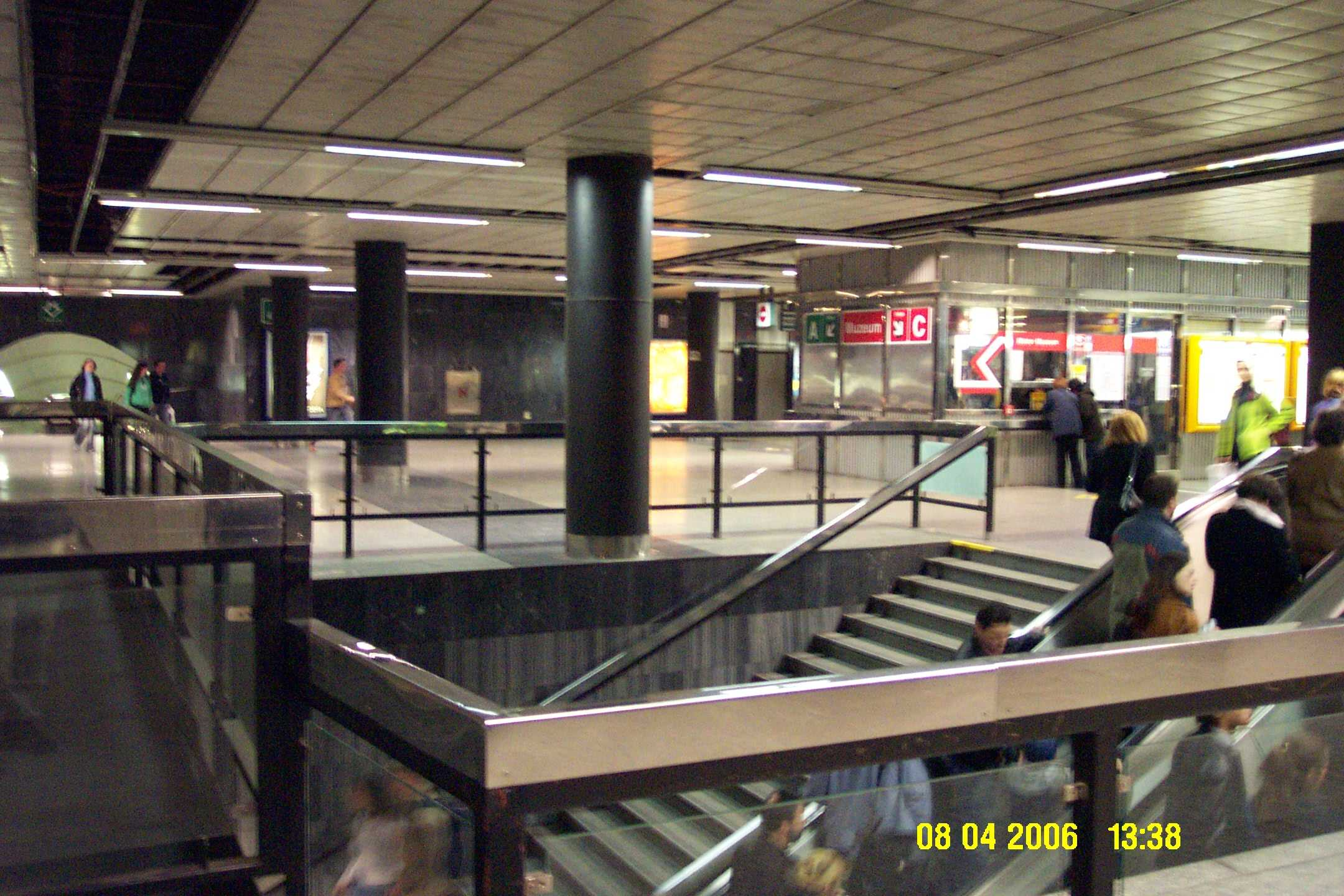
Přestupní stanice Muzeum (C × A)
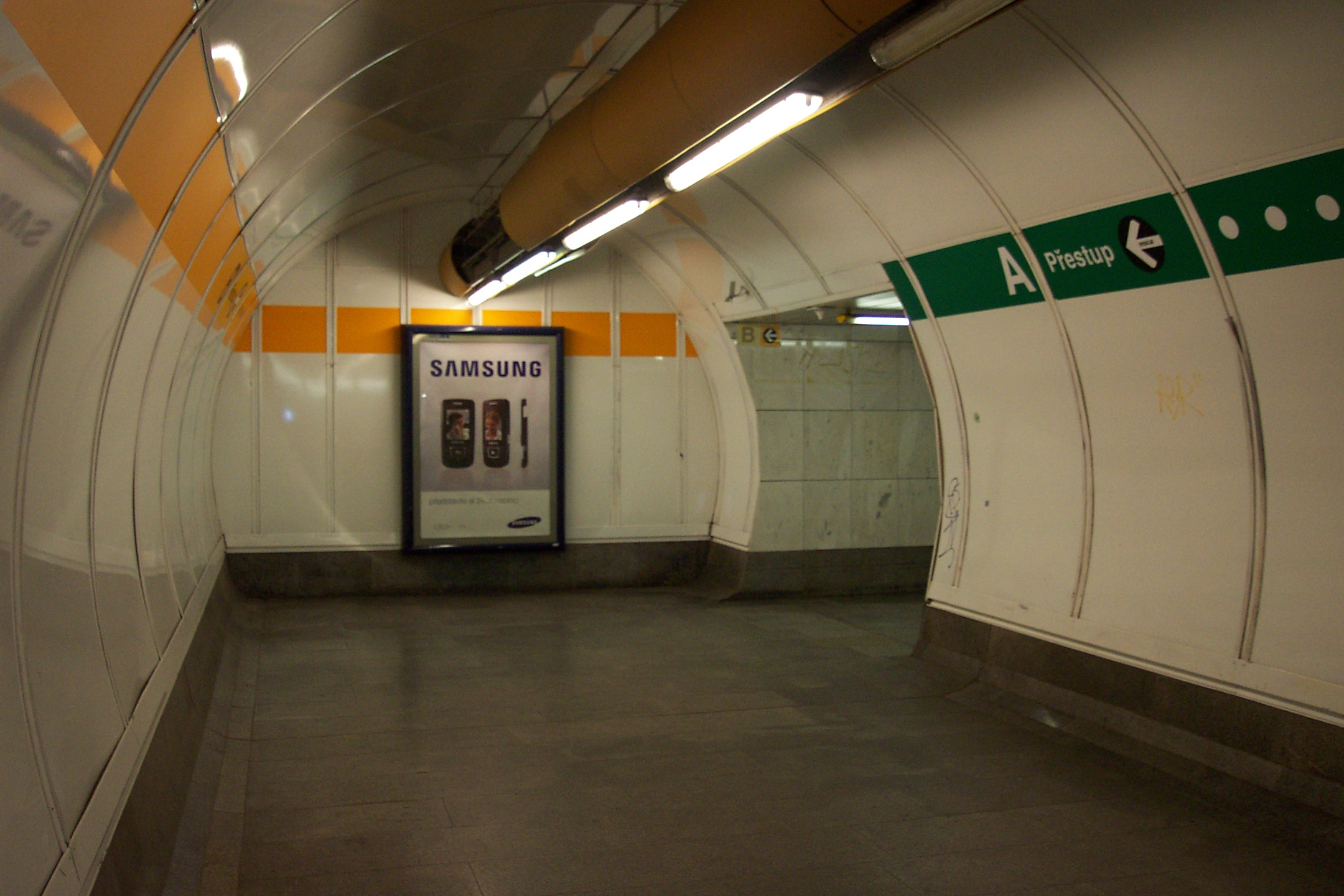
Přestupní stanice Můstek (A × B)
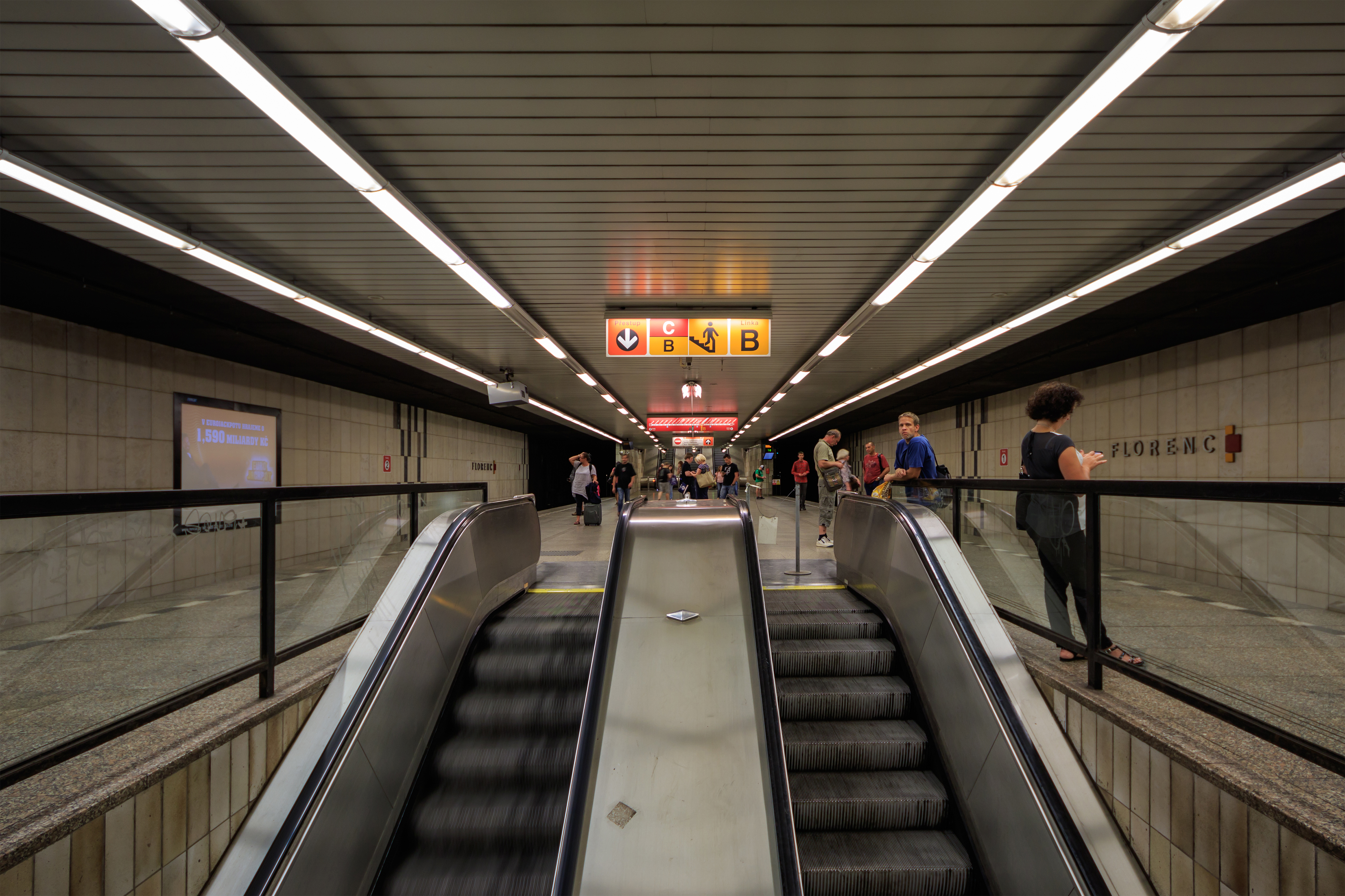
Přestupní stanice Florenc (C × B)
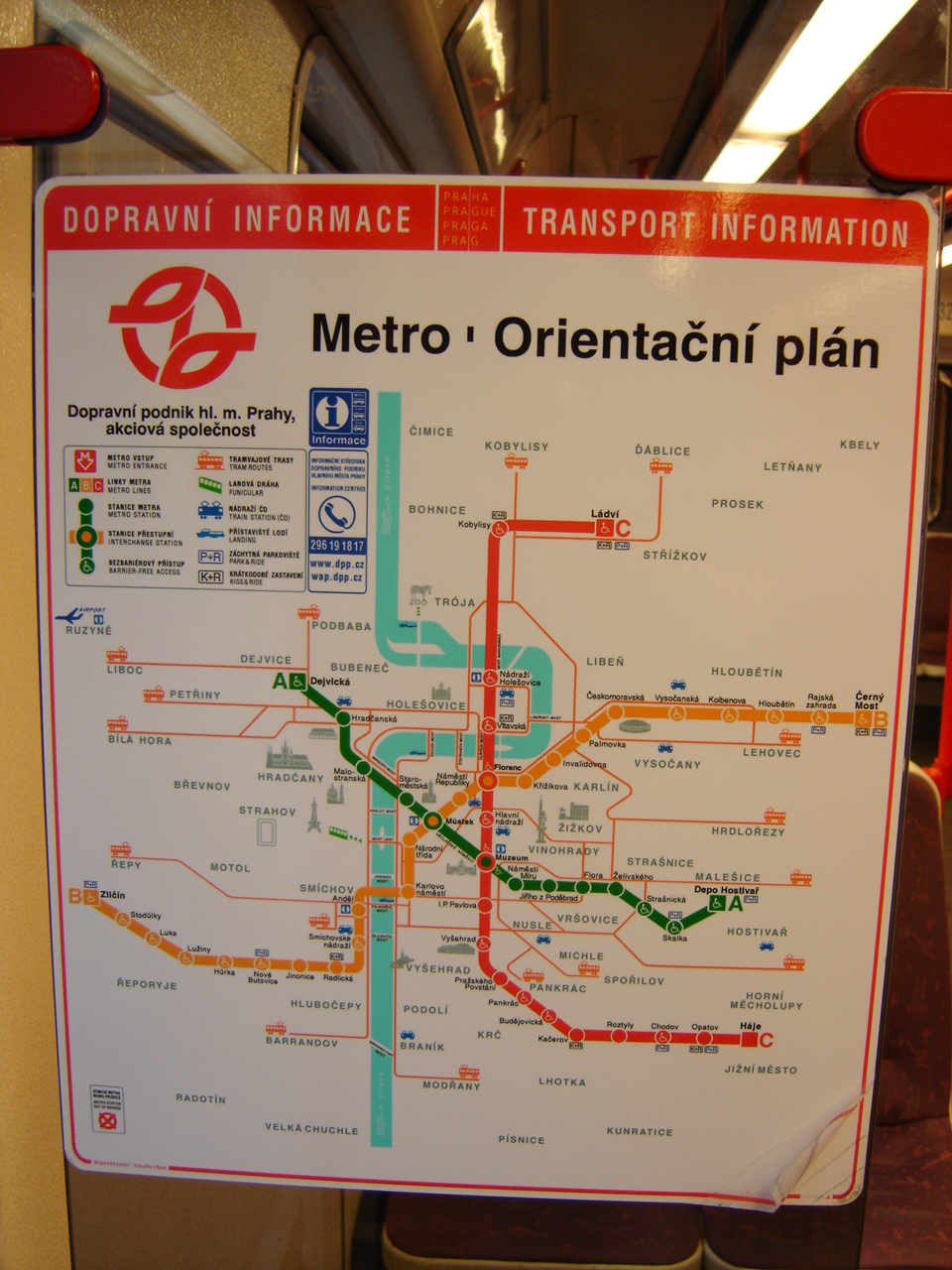
Orientační plán z roku 2007
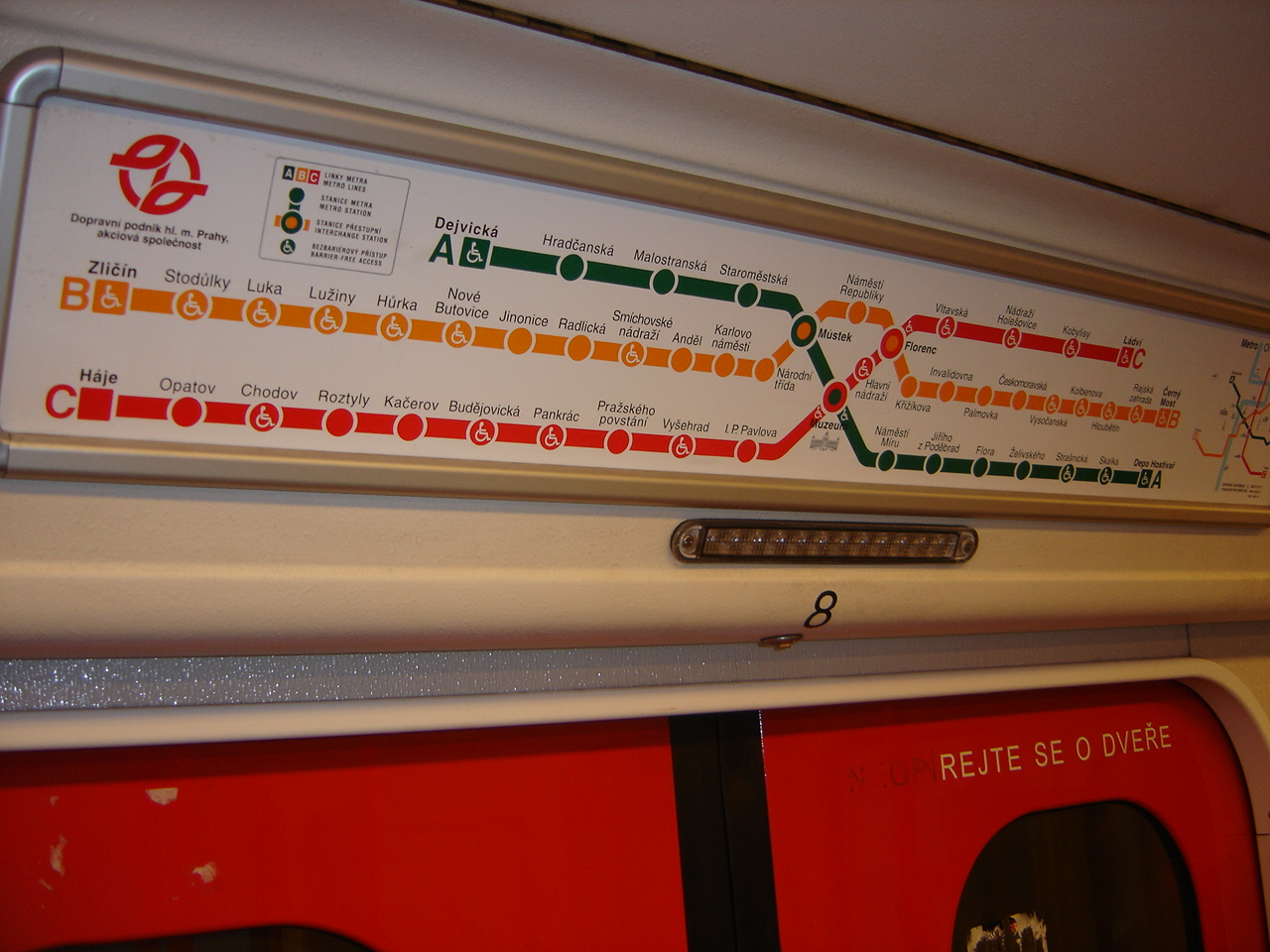
Schéma metra nad dveřmi ve vlaku, 2007
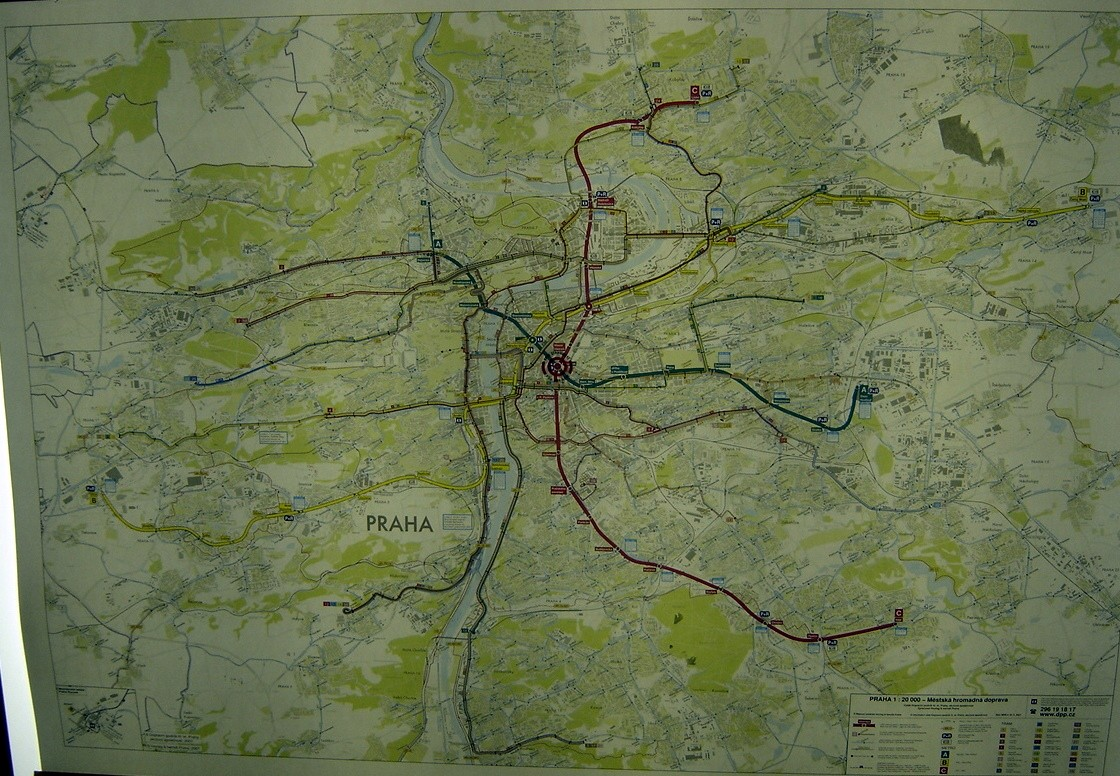
Mapa Prahy ve stanicích metra, 2007
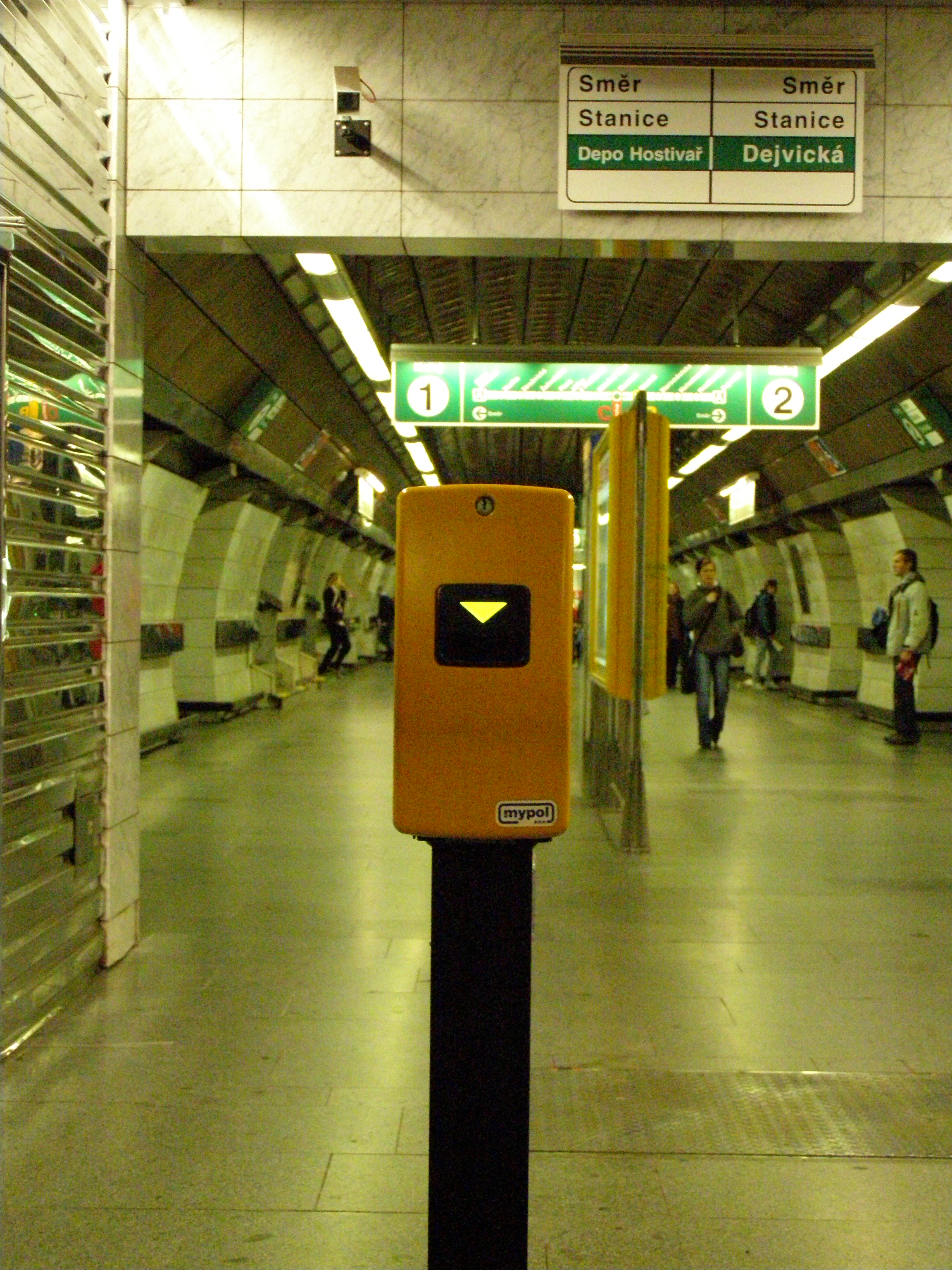
Označovač jízdenek